# История Италии
История Италии — события на территории современной Италии с момента начала расселения там людей и до сегодняшнего дня.

## Доисторическая Италия
Территория Италии стала заселяться примерно 50 000 лет назад, то есть в конце нижнего палеолита. Первоначально она была заселена неандертальцами, которые некоторое время сосуществовали с нашим видом гоминид. Самыми важными культурами во время неолита были: Камуна, Террамаре, Виланова и замковая культура. Также стоит упомянуть доисторические культуры Канеграте и Ремеделло.
Облик Апеннинского полуострова в доисторические времена очень сильно отличался от современного. Чередование умеренного климата и оледенений привело к значительным переменам, климатическим и географическим. В самые холодные периоды, например, острова Эльба и Сицилия были соединены с итальянским полуостровом. Адриатическое море омывало итальянское побережье на широте Гаргано, а остальная территория, сейчас погружённая под воду, представляла собой плодородную долину с влажным климатом.
Присутствие неандертальского человека доказывается археологическими находками, возраст которых примерно 50 000 лет. В Италии, однако, этих свидетельств было обнаружено, по сравнению с континентальной Европой, не много, и все они относятся к позднему плейстоцену. Всего их около двадцати и самое значительное было найдено в гротах Гуаттари около города Сан Феличе Чирчео (территория парка Чирчео). Другие важные находки были сделаны в гроте Бреуиль (в том же Чирчео), в гроте Фумане (в провинции Верона) и в гроте Сан Бернардино (в провинции Виченца).
Современный человек пришёл на итальянскую территорию в период верхнего палеолита: образцы ориньякской культуры возрастом 34 000 лет были обнаружены в гроте Фумане.
В конце палеолита уровень моря повышается, и большие равнины оказываются затопленными. Климат, флора и фауна меняются.

## Доримские народы Италии
Название «Италия» носила первоначально только небольшая область на самом юге Апеннинского полуострова –  южная оконечность Бруттиума до заливов Скилакского и Теринского (примерно территория нынешней Калабрии). Существуют две основные гипотезы происхождения названия (Название Италии#Этимология). Впервые упомянуто у регинца Гипниса ок. 500 года до н. э., но писавшаяся и произносившаяся дигамма слова указывает на его глубокую древность. Вскоре имя Италия распространено было на весь Бруттий до реки Лао и на область города Метапонта.
Когда у осков возникло предание об их общем с греками происхождении, Италией стали звать и страну, занятую ими. Уже в договоре 241 года до н. э. с Карфагеном под Италией понимается весь полуостров до Рубикона, а в следующем веке имя это укрепляется за всей страной до Альп. Альпы вошли в состав Италии только при Диоклетиане, когда к 11 регионам, на которые разделил Италию Август, присоединены были ещё три.
У греков, а вслед за ними и у римлян, страна носила и другие имена, как Έσπερία, Αύσονία, Όπική, Οινώτρία. Северную часть Италии — долину реки По заселяли в древности четыре народа: лигуры, галлы, реты и венеты.
Область лигуров при Августе занимала горный хребет, тянущийся вдоль Генуэзского залива и провинции Alpes Mari timae. Народ этот уже в глубокой древности известен был греческим писателям. Лигуров ранее считали первоначальными обитателями всей Италии. Их область, под напором более сильных соседей, постепенно уменьшалась: с одной стороны их теснили кельты, с другой — этруски. Римляне стали укрепляться в этих землях, начиная с III века до н. э.. Затем в течение двух веков шла непрерывная борьба римлян с лигурами, в которой римляне довольствовались защитой своих владений от разбойнических набегов лигуров. Ещё в правление Августа лигуры делились на цивилизованных и диких (лат. copillati). Последние окончательно покорены были в 14 г. до н. э. Только в 64 году получили они латинское право, ещё позднее — римское. Из городов наибольшее значение имели Генуя, важный пункт на дороге из Рима в Массилию (ныне Марсель), Дертона (ныне Тортона), Гаста (ныне Асти), Ницея (Ницца).
Позднее других народов поселились в Италии галлы, сумевшие потеснить лигуров и этрусков. Согласно преданию, начиная с VI века до н. э., отдельные их племена переходят Альпы и заселяют долину По и его притоков (Альпы также заселены были, главным образом, кельтами). Известны семь галльских племён в Италии: либики, инсубры, ценоманы, анамары, бойи, лингоны и сеноны. Одно время галлы чуть было не захватили всю Италию, но их разрозненность и постоянные нападения со стороны соседей, дали римлянам возможность справиться с ними. Уже в 185 году до н. э. римляне переходят в наступление и к 191 году до н. э. сломили сопротивление бойев.
Побеждённые галлы подверглись разной участи: некоторые из них (как, например, сеноны) были почти совершенно стёрты с лица земли, другие (напр. инсубры) оставлены нетронутыми. Интенсивная романизация началась только со времени Цезаря, когда право римского гражданства распространено было на всех жителей Галлии. Ещё ранее в III и II веках до н. э. римляне основали в Галлии ряд колоний: Кремона, Плаценция (ныне Пьяченца), Бонония (ныне Болонья), Мутина (ныне Модена), Парма. Вдоль римских дорог возникли и развились многие города: важнейшие из них — Равенна (возникшая ещё во времена греко-этруского владычества на побережье Адрии) и Региум (Реджио). В императорскую эпоху особого процветания достиг Медиолан (Милан).
Первоначально, ещё до появления галлов в Италии, этруски занимали всю долину реки По. Позднее они вытеснили умбров из Тосканских холмов, распространили своё владычество и на латинов, а в Кампании основали союз 12 городов. Явились этруски в Италию, вероятно, с севера, раньше галлов и венетов, но позже лигуров и италийских племён. Первый удар нанесён им был венетами и галлами, затем последовали нападения самнитов и римлян. Галлы фактически разделили этрусков на две части, отделив собственно этрусков от рэтов (΄Ραιτοί; ср. имя этрусков на их собственном языке — Ratena) и евганеев (Eu ganei), заселивших восточные Альпы и долину реки Плависа (Пиаве). Этрусское происхождение рэтов доказывается свидетельством Ливия (V, 33, 10), особенностями их языка и рядом этрусских памятников в их области.
Римлянами рэты покорены были в 18 году до н. э. Романизация долин пошла быстро, горцы получили права латинского гражданства целым столетием позже жителей долин. Из городов, основание которых приписывается рэтам, можно назвать Верону. Позже этрусков, но раньше галлов, появились в Италии венеты. Под этим именем древние писатели знали несколько народов, что дало повод выводить происхождение венетов то из Пафлагонии, то из Бретани. Исследователи XX века считают венетов народом родственным иллирийским и италийским. В Италии венеты занимали область на юге до реки По, на востоке до нижнего течения реки Тильявенто (Тальяменто), на севере — до истоков Плависа. В V веке до н. э. в их земле, хорошо известной своей плодородностью, была основана греками колония Атрия. В 225 году до н. э. венеты сражались против галлов на стороне римлян. С получением латинского права, в 89 году до н. э., они начинают быстро романизоваться. Наиболее богатым городом этой области во времена Страбона был Патавиум (Падуя), большим торговым портом была Аквилея, важные гавани Пола (Пула) и Тергесте были римскими колониями.
Большая часть этих племён принадлежала к одной италийской семье. Только северо-запад заняло загадочное племя этрусков, да юг заселили частью выходцы из Греции. В среде италийских племён можно установить (главным образом на основании разницы в языке) три большие группы: умбры — родственные латинам племена средней части п-ова — великая самнитская или оскская семья.

## Древний Рим
В 300 г. до н. э. вся Этрурия оказывается в зависимости от Рима. Романизация её, однако, идёт туго: этруски дольше других народов удержали свой язык, свою национальность. Главные этрусские города (кроме попавших в руки лигуров и галлов — Мантуи, Луки, Пизы) — Аррециум (Ареццо), Волатерра, Клузиум, Перозия (Перуджа), Цере, Тарквинии, Фалерии. Одним из наиболее пострадавших племён италийского происхождения были умбры (Umbri).
Их область первоначально простиралась, вероятно, от моря и до моря. Но галлы и этруски отняли у них лучшие земли, оставив им одни горы. Причиной потерь, понесённых умбрами, надо считать их разрозненность, проявлявшуюся и впоследствии: среди Августовских областей Умбрия — одна из имевших наибольшее количество самостоятельных административных единиц (волостей — р l а ga, tribus).
Уже в IV веке до н. э. умбры становятся зависимыми от Рима — выстроенная в 220 году до н. э. via Flaminia обрамляется рядом римских колоний. Романизовалась Умбрия очень быстро. Из городов здесь важнейшие: Тудер, Амерка (по преданию основанная в 1133 г.), Азизиум и Игувиум. Доказательством близкого родства народов средней части п-ова с латинами может служить лёгкость, с какой они латинизовались, то есть покорились римской гегемонии и приняли латинский язык.
Большая часть народов этой части полуострова обязана своим происхождением сабинам, и именно обычаю ver sacrum, существовавшему в этой стране. Из них пиценты населяли восточное побережье Италии и долины мелких речек, текущих с Апеннин в Адрию, параллельно друг другу.
Из городов наиболее важны Аскулум и Анкона, важная гавань для сношений Италии с Балканским полуостровом. На западе от пицентов жили сабины — народ неизвестный древним грекам, в долинах притоков Нара находились их города — Нурзия, Амитернум и Реате. В 290 году до н. э. римское войско прошло через всю их страну с оружием в руках, а в 264 году до н. э. они уже были римскими гражданами. Марсы (Marsi) занимали долину Фучинского озера и верхнего Лириса. В войне с Самнием они стояли на стороне Рима, но в 91 году до н. э. первыми выступили против него.
Из их городов известны Маррувиум и Антинум, на Лирисе. Рядом с марсами в верхнем течении реки Атерна расселились пэлигны (лат. Paeligni), в земле которых находился г. Корфиниум, столица италийского союза. На востоке от них жили марруцины (лат. Marrucini), с г. Теате, а на севере от обоих, рядом с прэтуттиями — вестины. Все эти четыре народа древними писателями часто называются вместе и вероятно находились в союзе друг с другом. По крайней мере, известно, что в г. Атернум они имели общую гавань. Рядом с латинами (на западе) жили эквы (лат. Aequi), имя которых исчезает уже в IV в. до н. э. С этого времени известны только малые эквы (лат. Aequicoli).
Южнее эквов, в долине р. ТрераАуфида), жили герники (Hernici). Это горное племя (herna = saxum, скала) рано потеряло часть своей территории, захваченную вольсками. Уже в 495 году до н. э. в их стране появляется римская колония Сигния. Гораздо сильнее этих мелких племён были вольски (лат. Volsci). Занимая часть морского берега, они рано становятся известны грекам (под именем Όλασοί). До II в. до н. э. они сохраняют свои язык. Область их то увеличивается, то уменьшается: одно время они владели частью областей герников и марсов до Фучинского озера. И несколькими латинскими городами. В V и IV вв. до н. э. у них идёт борьба с Римом. Решительный удар был им нанесён нападением самнитов, захвативших долину Лириса. Вскоре после этого у них основывается целый ряд римских колоний.
Объединить все эти народы и сплотить их в одно могущественное целое суждено было латинам. Уже Гесиод знает их, в IV в. имя их становится в Греции общеизвестным. Но имя Рима вскоре затмевает имя Лациума, и последнее становится скорее политическим понятием, чем названием нации.
Величина Лациума постоянно колебалась — северной границей оставался Тибр, но южная то приближалась, то отодвигалась. В конце концов, название Лациума утвердилось за страной до Сивуессы по морскому берегу. В этом Лациуме древние различали две части: Latium antiquum (до Цирцей) и Latium adiectum (в его состав вошли и покорённые в 442 году до н. э. рутулы). Все вышеназванные народы родственны были между собой по языку, по воззрениям, по характеру. Несколько разнится от них, особенно по языку, ряд племён, объединённых оскским языком и именем самнитов. Сами они звали себя Safiveis (то есть Sabini, Σσαυνίται) и этим ясно указывали на своё происхождение.
Общность языка объясняется изменившимся, по сравнению со средней частью п-ова, характером страны: Апеннины становятся ниже и не представляют уже тех трудно преодолимых препятствий в сношениях племён, как их центральная цепь. Ещё до выселения сильных племён френтанов, кампанов, гирпинов, луканов и бруттиев из земли сабинов, южная Италия была занята народом оскского племени и распадалась на оскский запад и япигийский восток: уже в 452 г. до н. э. народ итальянского племени располагался в Бруттиуме, в лесах Силы. Вдоль берега Адрии, южнее марруцинов, жили френтаны (Frent(v)ani). С рутулами они вошли в союз в 304 г. до н. э. К юго-западу от них располагались самнитов, распадавшихся на отдельные кланы караценов (Caraceni), пентров (Pentri) и кавдинов (Caudini). Отдельно от этих кланов стоят гирпины (Hirpini, от hirpus — волк).
Все области названных народов объединены были рутулами, под именем Samnium. Границы самнитов точно определить невозможно; они постоянно колеблются, только, в противоположность Лациуму, колебание это клонится к постоянному уменьшению области. Начиная с 334 года до н. э. в Самниуме основывается рутулами ряд колоний. Только в 80 году до н. э. сила самнитов была окончательно сломлена и они почти совершенно стёрты с лица земли. Самая благословенная часть Италии — долина у подножия Самнитских гор, обязанная своим возникновением вулканическим силам, имела, в разные времена, наибольшее количество хозяев.
Греки, этруски, самниты, римляне поочерёдно владели ею. Основным населением Кампании (от campus — поле) были авзоны и оски, родственные друг другу племена. Часть первых под именем аврунков (Aurunci) заняла побережную полосу от Таррацины до Синуессы. Уже в 314 году до н. э. аврунки были покорены рутулами и их область поделена между колонистами рутульских колоний. Рядом с аврунками жило небольшое племя оскского происхождения сидицины (Sidicini).
За р. Вольтурно начинается собственно Кампания. Такова Кампания в географическом смысле; в политическом под этим именем понималась область г. Капуи. После Ганнибаловой войны римский язык начинает завоёвывать Кампанию: основываются римские колонии, в 180 году до н. э. латинский язык делается официальным в Кумах. Впрочем, южная часть Кампании (от Нолы до Нуцерии), приняла язык победителей только после Союзнической войны.
Много греческих колоний покрывало берега Кампании, Кумы (VIII в. до н. э. Или раньше), Неаполь (V в. до н. э.), Дикеархия — важнейшие из них. В Кампании, однако, греки должны были делиться своим влиянием с этрусками; за рекой Силаром они царили безраздельно.
В VI в. и позже все долины и берега захвачены были здесь греками: оски принуждены были удалиться в горы. Но уже в V в. до н. э. греческие колонии принуждены бороться с самнитским племенем луканов. Около средины IV в. до н. э. луканы достигают наибольшего распространения своей территории, но уже в 356 году до н. э. отпадает от них народ бруттиев. Около 213 г. до н. э. утверждается в стране римское влияние — луканы отодвигаются внутрь страны.
Из числа луканских городов часто упоминается Грументум. Всю юго-западную часть Италии занимали бруттии (Βρέττιοι). Из приморских областей и долин они уже в VIII в. до н. э. вытеснены были греческими колониями — Сибарисом, Кротоном и др. В 356 году до н. э, отделившись от луканов, они основывают своё собственное государство с г. Козенцией во главе. Но даже в этот период им не удалось захватить важнейших греческих колоний полуострова. Римляне взяли на себя защиту колоний; существование государства бруттиев в Риме официально не было признано.
После войны с Пирром у бруттиев была отнята половина векового леса на их родных горах (Силы), а после Ганнибаловой войны они были почти совершенно уничтожены, так что во время общего восстания 91 года до н. э. не могли принимать в нём участия. Юго-восток Италии занят был япигами (лат. Japygi, греч. Ίάπυγες). Вся эта часть Италии представляет географически одно целое, отличающееся от Апеннин своим геологическим строением, отсутствием больших высот и бедностью в воде. Сами собою выделяются три части: южная (до Брундизия), средняя (до Ауфида) и северная (до Тренто).
Эти части населены различными ветвями япигского племени: на юге — мессапы (греч. Μεσσάπιοι, лат. Messapii), саллентины (Sallentini) и калабры (лат. Calabri), в средней части певцебии (лат. Peucebii, греч. Πευκέτιοι — римская переделка Poediculi), на севере — Дауны (лат. Dauni, греч. Δαύνιοι) и апулы (лат. Apuli). В сохранившихся памятниках языка этих народов замечается сродство с албанскими наречиями. Кроме того по свидетельству писателей, собственные имена и имена местностей заставляют признать значительную долю вероятности за предположением, что япиги ещё задолго до основания греческих колоний в Италии явились сюда из западной Греции. К грекам они стояли в том же отношении, как этолийцы, акарнанцы, эпироты, то есть казались им варварами. Уже во 2-й половине IV в. до н. э. Япигия совершенно эллинизовалась: Тарент, Каллиполис и другие греческие колонии покрывают берега, гг. Арпи и Канузиум под греческим влиянием достигают пышного расцвета. За защитой от нападений самнитян жители страны обратились к Риму, и с тех пор страна их становится театром войн Рима с самнитами, Пирром и Ганнибалом. Римское влияние укрепляется основанием колоний Брундизиума и др. В 90 году до н. э. страна участвует в восстании союзников против Рима. Историю отношений Италии к Риму до падения Западной Римской империи см. под словом Рим.
Укажем ещё на изменения, которым подверглась страна со времени римского владычества. Изменениями этими Италия обязана главным образом двум факторам: вулканам и рекам. Реки, благодаря огромному количеству твёрдых земляных частиц, которые они несут с собою с гор, постоянно расширяют область суши за счёт моря, кроме того русла их постоянно поднимаются над уровнем окрестных полей, что делает особенно опасными наводнения дождливого времени года. Наибольшим изменениям подвергся морской берег у устья реки По и других рек, текущих с Альп в Адриатическое море.
Из всего побережья Адриатического моря наименее изменилась область Венеции, так как венецианцы тщательно не допускали в свои лагуны — источник их богатства — рек, которые могли бы их заполнить и тем отрезать Венецию от моря, как случилось с гг. Спиной и Равенной. Всё остальное побережье выдвинуто в море на несколько км (в зависимости от величины рек и количества твёрдых частей). Вследствие такого характера рек их русло, особенно в устьях, постоянно изменяется. Так, напр., теперешнее устье реки По находится значительно севернее древнего и возникло благодаря прорыву плотин, сделанному в 1150 г. жителями Фиккароло. Значительно увеличили берег и реки Этрурии, Тибр также сделал большие наносы и кроме того изменил своё течение, направив главную массу воды через бывший канал Клавдия и Траяна (Fiumicino).
Из рек южной Италии значительные наносы сделал Сарно: Помпеи, стоявшие у самого моря, теперь находятся на целый километр от него. Частью реки, частью человеческие усилия были причиной изменения вида и даже совершённого исчезновения многих итальянских озёр. Первое можно сказать про большие озёра сев. Италии, второе — про вулканические озёра средней и южной Италии. Из озёр Средней Италии совершенно исчезло озеро Фучино, спущенное в новейшее время (из древних источников известно, что первая неудачная попытка была предпринята при императоре Клавдии).
Такую же участь испытали и многие другие озёра, например: Regillus, Umber. Многие озёра, благодаря устроенным в разные времена спускам, значительно уменьшились: Ciminus и Trasunenus в Этрурии и др. Труднее проследить деятельность другого фактора — вулканов. Извержения Везувия если не изменили формы самого вулкана, то, во всяком случае, значительно подняли и изменили рельеф окрестностей. До неузнаваемости изменилась местность около Поццуоли, вследствие извержения 1538 года, набросавшего целый холм в 130 м высоты.
Оба названные фактора, изменяя вид страны в подробностях, не могли изменить её общего вида. Гораздо более способствовало этому почти полное изменение растительного царства. Прежде всего, надо отметить почти полное истребление лесов (между тем, у греческих и римских писателей Италия называется страной, очень богатая лесами). В местах, где, по свидетельствам древних, большие леса покрывали склоны гор, теперь не встретишь ничего, кроме голых скал. Часто место, где некогда был лес, поросло теперь цепким и густым кустарником, отмечаемым в современной итальянской статистике, как лес. Богат лесом теперь, как и прежде, только один Бруттиум. Сами породы деревьев совершенно изменились: большинство современных вечнозелёных деревьев — не аборигены Италии, а пришельцы, и часто поздние.
Главная доходная статья юга Италии — апельсины и мандарины: первые явились в неё в XVI веке, вторые — в XIX. Тутовое дерево, померанец и лимон появились в средние века. Римляне культивировали впервые абрикосы и персики, они же ввели каштан и чёрное тутовое дерево, в это же время появился и миндаль. Наконец, грекам Италия обязана пинией и кипарисом, им же, вероятно — виноградом и оливой. Гранат, фиговое дерево и финиковая пальма были их спутниками. Из животных римская эпоха дала буйвола — необходимую принадлежность всех пустынь, заражённых малярией.
Во времена императоров распространились кошка и кролик. Ввезён был и осёл, но когда — определить трудно. Многие свидетельства древних, особенно писателей по сельскому хозяйству, заставляют думать, что период жары и суши в древности будто бы начинался позже и кончался ранее, чем ныне. Дожди летом бывали чаще (что можно объяснить богатством лесов, истреблённых позже), а зима была холоднее, это показывают свидетельства о долго лежащем снеге, о замерзании рек и т. п. Впрочем, эти свидетельства не могут считаться достаточно точными и заметное изменение климата Апеннинского полуострова в историческое время не подтверждается современными исследованиями.

## Италия в Средние века

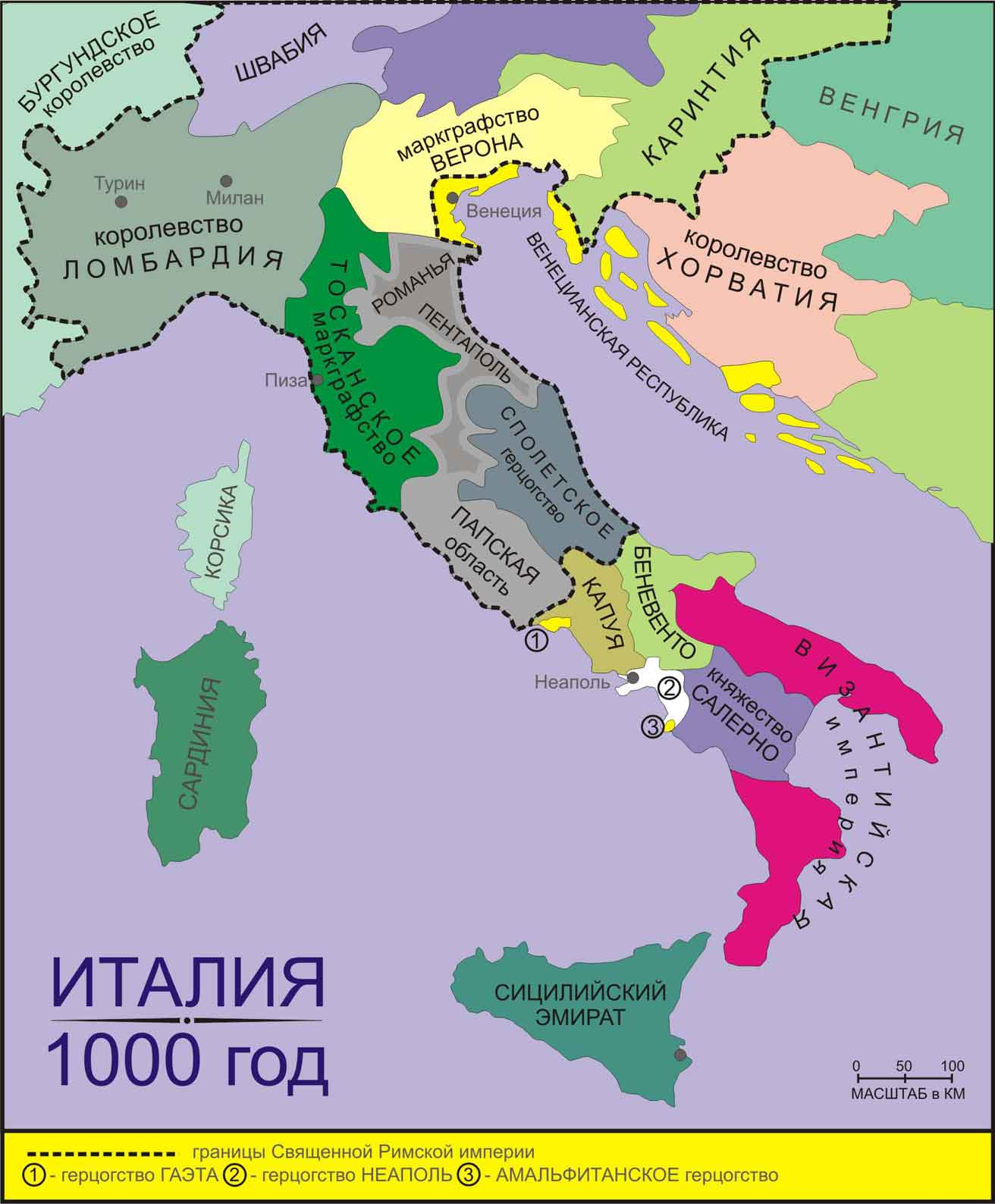
Италия в 1000 году

## Раннее новое время

### Борьба Франции и Испании за господство в Италии (1492—1559)

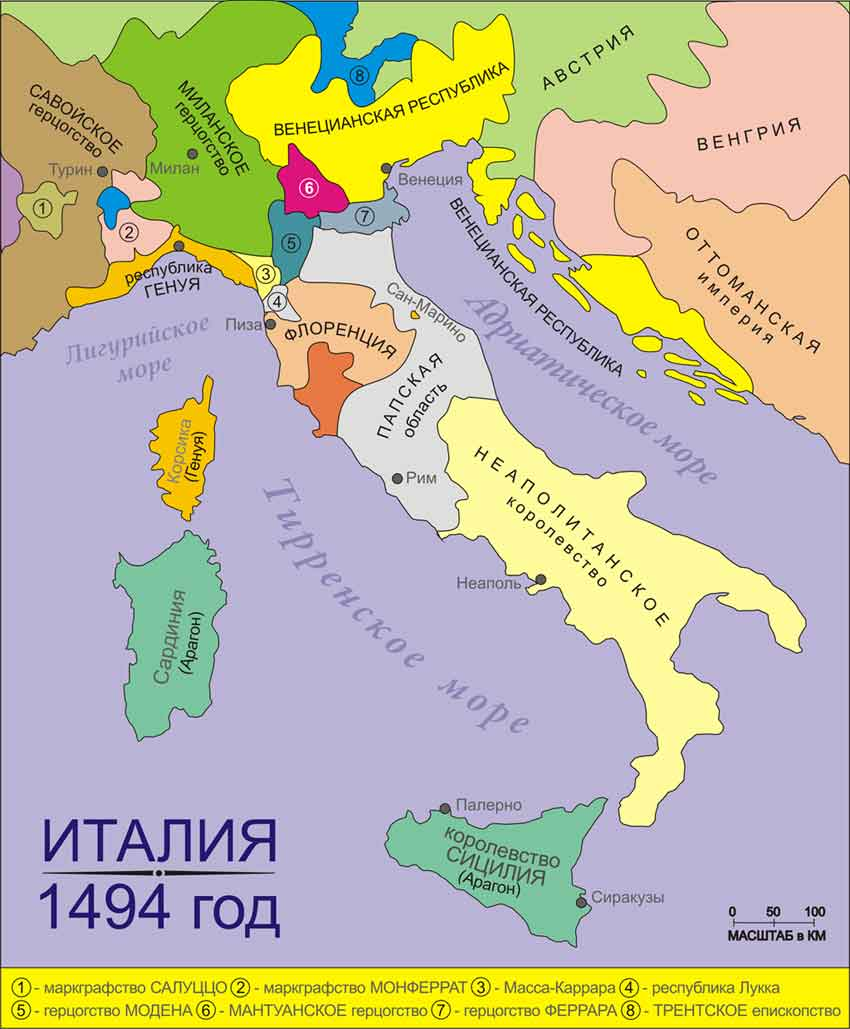
Италия в 1494

#### Первая итальянская война(1494—1496)
Поводом к началу Итальянских войн послужили притязания Франции на нижнюю Италию и Милан. В 1492 году Флоренцию возглавил бесхарактерный Пьеро де Медичи, а на папский престол вступил безнравственный и руководимый исключительно личными интересами Александр VI. Правитель Миланского герцогства Лодовико Моро желал устранить своего племянника Джангалеаццо Сфорца, в чём ему противодействовали родственники жены последнего — неаполитанские Арагонцы. Тогда Моро обратился за помощью к Франции.
Летом 1494 года войска Карла VIII заняли Тоскану и через Рим направились к Неаполю, покинутому королём Альфонсо II, передавшим корону своему сыну Фердинанду II. Союз Милана и Венеции с императором Максимилианом I, угрожавший тылу Карла VIII, принудил французского короля к поспешному отступлению из Италии летом 1495 года. На время в Италии водворился прежний порядок. Только во Флоренции ещё держалась республика, восстановленная усилиями Савонаролы, и Пиза успешно отстаивала против Флоренции возвращённую ей Францией самостоятельность.

#### Вторая итальянская война(1499—1504)
Новый король Франции, Людовик XII, привлёк на свою сторону Венецианскую республику, пообещав расширить её владения в верхней Италии, а затем папу, заручившись поддержкой его сына Чезаре Борджиа. Благодаря этому, осенью 1499 года Франция овладела Генуей и Миланским герцогством. Затем Людовик XII договорился с Испанией сообща завоевать Неаполитанское королевство. Федериго, последний король Неаполя из Арагонской династии, понимая, что у него нет шансов противостоять двум мощным противникам, в 1501 году бежал из Неаполя на Искью, а затем сдался Людовику XII. Территория Неаполитанского королевства была разделена между Францией и Испанией. Уже через два года, в 1503 году победители вступили в войну друг с другом, в которой французы потерпели поражение в битве при Чериньоле и битве при Гарильяно. В марте 1504 года вся территория Неаполитанского королевства перешла к Фердинанду II Арагонскому, который был коронован в Неаполе под именем Фердинанда III. Вместе с ранее завоёванной Сицилией, Неаполитания оставалась испанской провинцией до самой Войны за испанское наследство.
Между тем в средней Италии Чезаре Борджиа с 1499 года при поддержке французских войск захватил ряд городов и крепостей в Романье (Имола, Форли, Чезена, Пезаро, Фаэнца). Чезаре постепенно захватывал территории, входившие в Папскую область, но не подчинявшиеся Святому Престолу из-за самоуправства местных сеньоров. К 1503 году он установил полный контроль над Папской областью. Смерть отца, папы Александра VI, расстроила планы Чезаре, которым были недовольны многие местные аристократы, изгнанные из своих владений. Борджиа-младший сумел добиться избрания новым папой Пия III, который, впрочем, умер через двадцать семь дней. На его место пришёл Юлий II, заклятый враг Борджиа. Новый понтифик распорядился арестовать Чезаре и выпустил его только после того, как его офицеры сдали контролируемые ими крепости Папской области. После этого тот сумел добраться до Неаполя, где его арестовали испанцы и перевезли в Испанию, где, желая сохранить хорошие отношения с папой, заключили в замок Ла-Мота. Чезаре удалось бежать в Наварру, где правил брат его жены Шарлотты. Там Борджиа принял участие в войне против мятежного графа Леринского, во время которой и погиб.

#### Война Камбрейской лиги(1508—1516)
Своими завоеваниями, Чезаре Борджиа проложил для энергичного папы Юлия II путь к воссозданию распавшейся Папской области. В 1508 году, желая отнять у Венецианской республики захваченные ей территории, Юлий II создал с Людовиком XII и Максимилианом Камбрейскую лигу, едва не погубившую республику. Но, достигнув цели, Юлий II обратился против своих прежних союзников, создав в 1511 году «Священную лигу», объединившую Венецию, Швейцарию, Испанию и Англию. Союзники изгнали французов с Апеннин и восстановили Миланское герцогство под управлением Массимилиано Сфорца, старшего сына Лодовико Моро. Медичи снова стали во главе Флоренции, хотя после падения Савонаролы республика продолжала существовать, но правление было отдано в руки одного гонфалоньера.
После восшествия на папский престол Льва Х возобновилась война в верхней Италии: Людовик XII, заключив мир с Венецией, вновь попытался овладеть Миланским герцогством, а испанцы заняли владения Венеции на материке. Что не удалось Людовику, то было достигнуто его преемником Франциском I. 13 и 14 сентября 1515 года он разбил при Мариньяно швейцарцев Массимилиано Сфорца, вынудив того предоставить Франциску I Миланское герцогство в обмен на ежегодную пенсию. Вслед за тем мир с Францией заключили Лев X и король Испании Карл I, признав права французского короля на Ломбардию в обмен на его отказ от претензий на Неаполь. В 1517 году Венеция заключила мир с императором, в соответствии с которым теряла Роверето, но сохраняла Кремону. Таким образом Северная Италия оказалась поделённой между Францией и Венецией.

#### Третья итальянская война(1521—1526)
В 1519 году король Испании Карл I был выбран императором Священной Римской империи под именем Карл V. Под его властью оказались огромные владения: Испания и её обширные колонии в Америке, большая часть Германии, Нидерланды, Сицилия и Неаполь, а титул императора позволил выдвинуть претензии на Милан и Бургундию, являвшимися частью империи. Начавшаяся в Германии Реформация, борьбу с которой возглавил Карл V, обеспечила ему поддержку папства. В 1521 году испано-имперская армия захватила Ломбардию и Милан, одержав 27 апреля 1522 года решающую победу при Бикокке, а также оккупировала Геную. Папа вновь занял Парму и Пьяченцу. В 1523 году Венеция, воевавшая в союзе с Францией, заключила сепаратный мир. Французы, оставшись без союзника, к концу 1524 года были полностью вытеснены из Италии.
В 1525 году Франциск I с большой армией вторгся в Ломбардию. Однако 25 февраля в битве при Павии французы были наголову разбиты испанцами. Король Франции попал в плен и был вынужден в 1526 году подписать Мадридский договор, в соответствии с которым отказался от всех претензий на Италию и уступил Испании бывшие владения Бургундского дома — Бургундию, Артуа и Фландрию. Впрочем, на этом борьба за верхнюю Италию не окончилась.

#### Война Коньякской лиги(1526—1530)

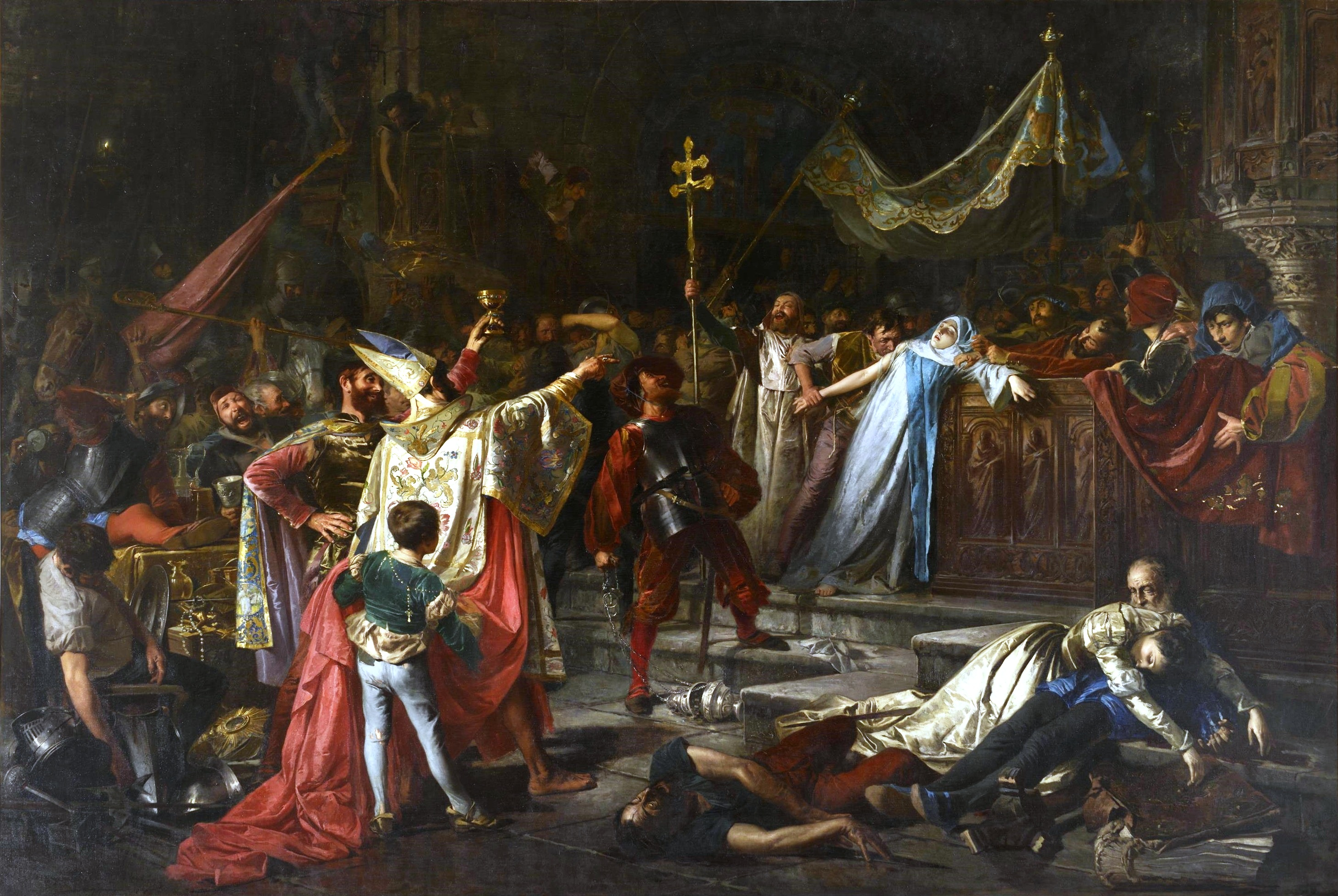
Разграбление Рима, картина Франциско Ксавьера Америго (1887)

Освободившись в 1526 году из испанского плена, Франциск I объявил о недействительности Мадридского договора и сформировал антииспанскую Коньякскую лигу, в которую помимо Франции также вошли папа Климент VII, Венеция, Флоренция и миланский герцог Франческо II Сфорца, недовольные гегемонии Испании в Италии. Папско-венецианские войска отбили у испанцев Лоди, но освободить Ломбардию не смогли. Тем временем, ландскнехты Карла V, раздражённые отсутствием жалованья, 4 мая 1527 года взяли и разграбили Рим. Это событие произвело шок в Европе. Папа был заточён в замке Святого Ангела, престиж папства резко упал. Во Флоренции вспыхнуло антипапское восстание, в результате которого были изгнаны Медичи и восстановлена республика. Тем не менее Франциску I удалось укрепить Коньякскую лигу, добившись присоединения к ней короля Англии Генриха VIII.
В 1528 году французские войска осадили Неаполь, однако в их лагере началась чума, погубившая более половины солдат и командиров. В сражении при Ландриано испанцы одержали верх, а в Генуе произошёл антифранцузский мятеж во главе с Андреа Дориа, передавшего генуэзский флот Испании. Вследствие всех этих неудач Франциск I был вынужден вывести войска из Италии. Вскоре был заключён Камбрейский мир, по которому Карл V отказался от претензий на Бургундию взамен на переход Артуа, Фландрии и Турнэ под власть Испании и закрепление испанской гегемонии в Италии. Папа также вышел из войны взамен на обещание испанцев восстановить власть Медичи во Флоренции. Завершилась война в 1530 году капитуляцией Флоренции. Флорентийская республика была упразднена, а Алессандро Медичи, муж незаконной дочери Карла V, провозглашён наследственным герцогом Флоренции.

#### Третья война Франциска I и Карла V(1536—1538)
Упадок папства, вызванный успехами Реформации в Германии и Англии, привёл к тому, что папа римский больше не принимал активного участия в борьбе между испанскими Габсбургами и французскими Валуа за гегемонию в Европе. В 1535 году умер миланский герцог Франческо II Сфорца. Карл V объявил Ломбардию владением испанской короны. В ответ Франциск I предъявил претензии на Милан и Савойю. В 1536 году французы захватили Турин и Савойское герцогство, однако до Милана им дойти не удалось. В ответ Карл V вторгся в Прованс и осадил Марсель. Испанцы, не сумев захватить сильно укреплённый Авиньон, вынуждены были остановить своё продвижение вглубь Франции. В 1538 году было заключено на 10 лет Ниццкое перемирие, сохранившее гегемонию Испании в Италии в обмен на передачу Пьемонта под власть Франции.

#### Четвёртая война Франциска I и Карла V(1542—1546)
В 1541 году испанские солдаты убили двух французов в Павии. В ответ в 1542 году Франция захватила принадлежащие испанскому королю Люксембург и Руссильон. Одновременно Франциск I заключил союз с османским султаном Сулейманом I. В 1543 году объединённый франко-турецкий флот захватил Ниццу, а в следующем году французы разбили испанцев при Черезоле. В свою очередь нашёл союзника и Карл V. Войска английского короля Генриха VIII высадились в северной Франции и захватили Булонь. В это время армия императора, заняв Суассон, начала наступление на Париж. Тем не менее разногласия между англичанами и имперцами, антииспанские восстания в Генуе и Сиене, а также непрекращающиеся атаки турецкого флота заставили Карла V заключить в 1544 году мир в Крепи, восстановивший статус-кво в Италии.

#### Последняя итальянская война(1551—1559)
Генрих II, взошедший на престол в 1547 году после смерти Франциска I, продолжил антигабсбургскую политику своего отца. В 1548 году он присоединил к Франции маркизат Салуццо в Пьемонте и сблизился с папой Павлом III, недовольным позицией императора на Тридентском соборе. В 1551 году французы захватили практически всю территорию Лотарингии до Рейна. В 1553 году армия Генриха II атаковала Тосканское герцогство.
Однако в битве при Марциано французы потерпели поражение, а в 1554 году испанцы захватили Сиену. Тем временем на Юге Италии герцог Франсуа де Гиз занял Неаполь. Однако из-за поражения французских войск в сражении при Сен-Кантене от объединённых сил Испании и Англии, французам пришлось отступить из Италии. В 1558 году французские войска отбили Кале, находившийся под властью Англии более двух веков, а вскоре вступили на территорию Испанских Нидерландов. В 1559 году общее истощение сторон заставило их к заключить мирный договор в Като-Камбрези. Франция отказалась от всех претензий на Италию, удержав за собой лишь Салуццо. Пьемонт и Савойя были возвращены герцогу Савойскому, а Милан и Неаполитанское королевство признаны владением Испании. Взамен Франция получила Кале, а также три лотарингских епископства: Мец, Туль и Верден, в то время как Испания сохранила за собой Франш-Конте и Нидерланды.

### Италия во времена испанского господства и возрастающего влияния Франции (1559—1700)
Вместо бесчисленных самостоятельных городов остались теперь, кроме испанских владений, только Церковная область, Тоскана, Венеция, Генуя, Монферрат-Мантуя, а из мелких государств: Урбино — под властью Делла Ровере, Модена-Феррара — под властью Эсте, Лукка и Сан-Марино, к ним присоединилось ещё вновь основанное герцогство Парма-Пиаченца, под властью Фарнезе. Наибольшее значение для будущего имело восстановление Савойи и Пьемонта, которые прежде всего должны были служить испанскому господству в верхней Италии оплотом против Франции. Соединённые в одних руках, они приобретали всё большее значение на севере полуострова, но во время франко-габсбургской борьбы они были заняты Францией. Оставшаяся за Габсбургами победа возвратила Эммануилу-Филиберту утраченные земли. В Тоскане, при Козимо I, возведённом папой в великие герцоги, упрочилась энергичная власть, которая уже при его преемнике пришла в упадок. Венеция, флот которой, вместе с папской, испанской и савойской эскадрами, принимал участие в морской битве при Лепанто (1571), вскоре после этого должна была уступить Кипр Османам. Эммануил-Филиберт энергично правил в возвращённых ему землях и в 1574 году добился, наконец, того, что его владения были совершенно очищены от испанцев и французов.

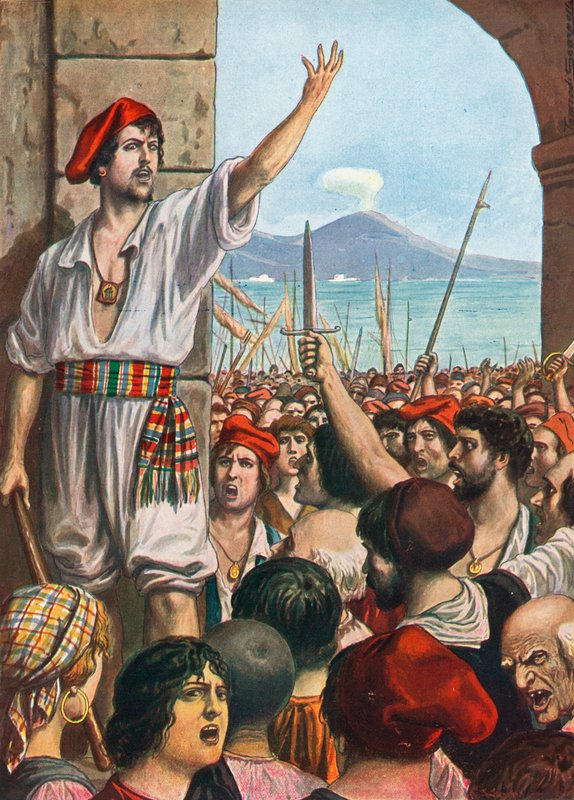
Восстание Мазаниелло в Неаполе, 1647 год

После смерти последнего Гонзага, во время войны за мантуанское наследство, большая часть Монферрата перешла к Карлу Невер-Гонзага, покровительствуемому Францией. Незадолго до того прекратило своё существование ещё одно из небольших владений в Италии, Урбино, которое в 1623 году слилось с Церковной областью. Та же судьба раньше постигла Феррару (1598), причём за домом Эсте остались только Модена и Реджио. Тем не менее, владения курии, в которых за это время энергическими и способными правителями были только Григорий XIII и Сикст V, всё более клонились к упадку. Несостоятельность этого правительства в военном отношении ясно сказалась в войне за Кастро, которую Урбан VIII вёл с Фарнезе из-за своих непотов, Барберини. Напротив того, Венецианская республика несколько окрепла. Злоупотребления испанцев в южных провинциях повели к смутам, из которых в особенности восстание Мазаниелло приняло довольно грозный характер и вызвало вмешательство французов, под начальством герцога Гиза. Франция уже ранее воздвигла на северной границе Италии преграду дальнейшему развитию испанской власти тем, что воспрепятствовала соединению габсбургских земель в Граубюндене и Вальтеллине. Она пыталась утвердиться и в Пьемонте, как в Мантуе, но Пиренейским миром (1659) за Карлом-Эммануилом были признаны его владения, а Людовик XIV упрочил своё положение в верхней Италии покупкой важного по своему значению Казале. Виктор-Амедей II примкнул к европейской коалиции против Франции (1690).
Последовавшая за тем нерешительная война с французами, от которой сильно пострадал Пьемонт, была окончена договором 30 мая 1696 года, подтверждённым Рисвикским миром (1697), по которому Виктору-Амедею II возвращены были его земли, включая и важное Пинероло. Венеция, у которой турки, после ожесточённой борьбы, отняли Крит, выступила против них в союзе с Австрией и с 1684 года отвоевала назад некоторые части Далмации, острова Эгину и Санта-Мауру, а также и Морею — завоевания, подтверждённые Карловицким миром 1699 года.

### Вмешательство Австрии в дела Италии, возвышение Савойского дома и восстановление Неаполитанского королевства, эпоха просвещения (1700—1792)
Большое влияние на дальнейший ход событий в Италии имела война за испанское наследство и вымирание многих итальянских династий в течение её и по её окончании. Виктор-Амедей, державший сначала сторону Людовика XIV и внука его Филиппа V, позже перешёл на сторону держав, соединившихся против Франции и Испании и обещавших ему значительное расширение его владений.

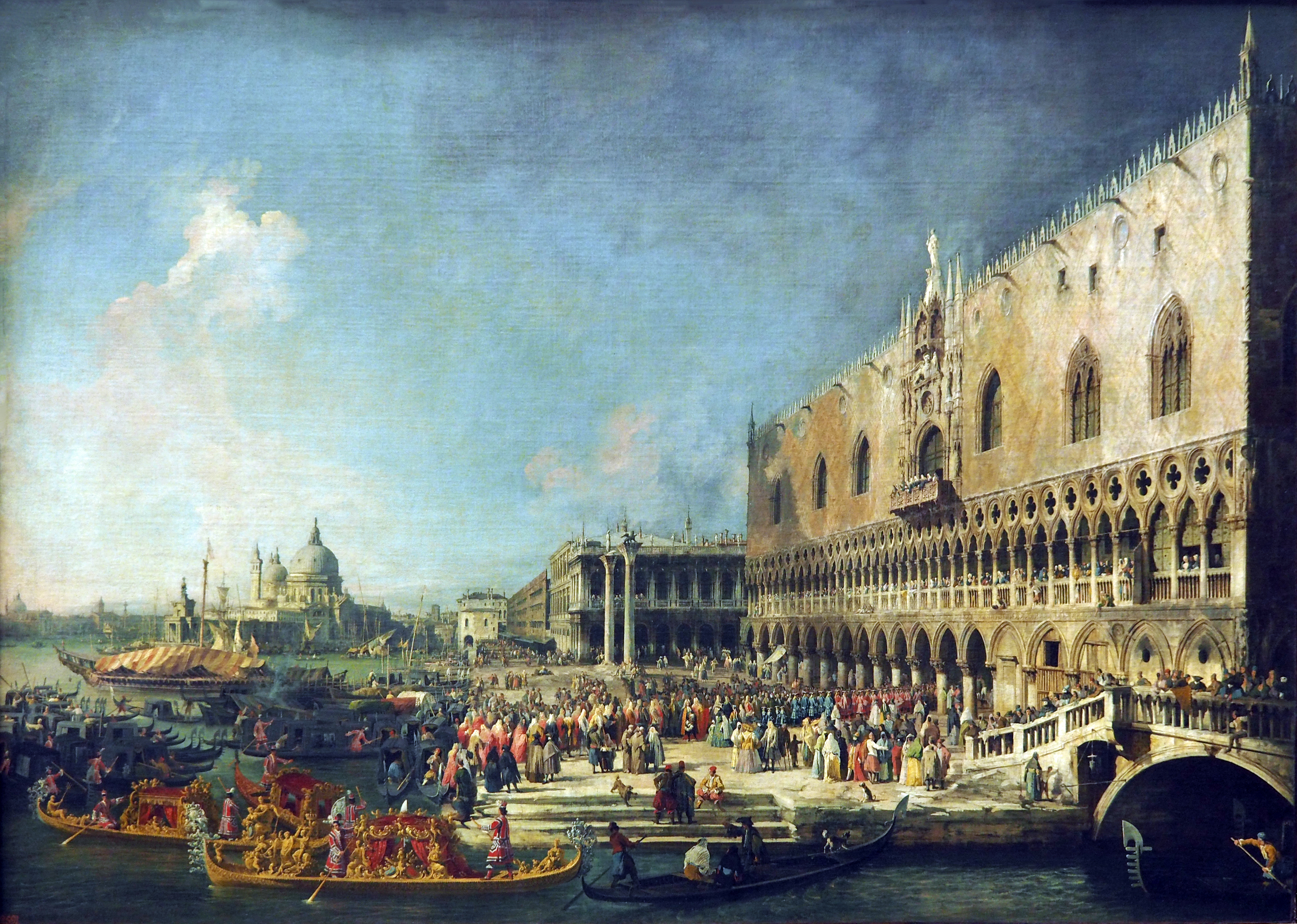
«Приём французского посла в Венеции», картина Каналетто. Написана по заказу графа де Жержи в память о восстановлении дипломатических отношений между Францией и Венецианской республикой, которые были разорваны по инициативе Людовика XIV в 1709 году. Новый посол в Венецию был назначен только через 14 лет уже другим французским королём.

Французы, после битвы при Турине (1706), вынуждены были очистить всю верхнюю Италию, нижняя Италия поднялась за австрийцев. Из наследства Карла IV Гонзага Австрии досталась только Мантуя, Монферрат же перешёл к Савойе.
После смерти императора Иосифа I (1711 год) возникла опасность соединения испанских, итальянских и австрийских земель в руках Карла VI Габсбургского. Поэтому Савойя вместе с Англией завязала с Францией переговоры, окончившиеся Утрехтским миром (апрель 1713 года), который был признан и Австрией в 1714 году. Австрия получила, кроме Мантуи, ещё Милан, Неаполь и Сардинию, Савойя, кроме Монферрата — ещё Алессандрию, Валенцу, Ломеллину и долину Сезии, а также королевство Сицилию. К изменению этого разделения Италии, снова в пользу Австрии, повело произведённое, под руководством Альберони, покушение Испании на Сардинию (август 1717 года) и Сицилию (июнь 1718 года).
В 1720 году Филипп V Испанский был принуждён отказаться от островов, которыми обменялись теперь Австрия и Савойя: первая получила Сицилию, вторая — Сардинию.
После войны, которую в то же время вела Венеция с турками, Морея была, по мирному договору в Пассаровице (1718), вновь отдана туркам. Новые изменения произошли вследствие вымирания Медичи и Фарнезе и в связи с войной за польский престол, ареной которой была опять большей частью Италии.
В силу прежних договоров, после смерти Антония Фарнезе (10 января 1731 года), Парма и Пьяченца были заняты императором для инфанта дона-Карлоса Испанского, а при начале войны за польский престол последнему со стороны Франции обещаны были Неаполь и Сицилия, в вознаграждение за уступку Пармы и Пьяченцы брату его Филиппу. Савойя была ещё ранее привлечена на сторону Франции видами на Милан. Война в верхней и нижней Италии окончилась предварительным миром в Вене между Францией и Австрией (1735), по которому, муж Марии-Терезии, Франц-Стефан, вознаграждён был за потерю Лотарингии правами на Тоскану, а дон-Карлос утверждён был во владении нижнеитальянско-сицилийским королевством. Последнее постановлено было, однако, не соединять с Испанией. Парма и Пьяченца, несмотря на протесты папы, отошли к Австрии, а Карл-Эммануил III, король Сардинии, должен был удовольствоваться приобретением Тортоны и Наварры.
Последовавшему за тем краткому мирному периоду положила конец война за австрийское наследство, в которой Сардиния сначала опять примкнула к противникам Австрии, но по Вормскому договору (1743) перешла к союзу с Марией-Терезией. Результатом войны в верхней Италии было признание по Аахенскому миру Франца-Стефана великим герцогом Тосканы, которая перешла к нему после смерти последнего Медичи в 1737 году, утверждение прав Филиппа Испанского на Парму и Пьяченцу, присоединение нескольких участков к Пьемонту и подтверждение за Генуей обладания спорным Финале. Беспорядки продолжались ещё только на Корсике, которую Генуя продала призванной на помощь Франции.
Для полуострова, вместе с Сицилией и Сардинией, наступил после Аахенского мира сорокалетний период покоя, в течение которого, под влиянием так называемого «просвещения», отменялись устаревшие церковные и феодальные привилегии, преобразовывалось законодательство и централизовалась власть. Осторожнее всего шёл по тому пути (проложенному уже Виктором-Амедеем II), Карл Эммануил III; тем решительнее действовали король Карл в нижней Италии, по советам Бернардо Тануччи, и тосканское правительство — при великом герцоге Леопольде, наследовавшем Тоскану после смерти своего отца — императора Франца I.
Из мелких государств Парма и Пьченца увлечены были этим же движением, которое принудило даже Бенедикта XIV ко многим уступкам, а Климента XIV — к уничтожению иезуитов.

## Италия вXIX веке

### Период революционных войн (1792—1815)
Великая Французская революция очень скоро нашла отголосок в разных государствах Апеннинского полуострова. Брожение было легко подавлено, но дало повод французскому правительству и сделало Италию ареной войны между Францией и Австрией. Первая, если судить по её декретам, манифестам и прокламациям, стремилась завоевать свободу для Италии, в действительности же была вызвана к войне политической необходимостью, а продолжала её (во времена Директории) для пополнения истощённого казначейства Франции. Австрия, боровшаяся с Францией во имя принципа легитимизма, на самом деле отстаивала своё господствующее положение в Италии. Перед самой войной ей принадлежало в Италии только Миланское герцогство, отделённое от неё территорией Венеции. Но великое герцогство Тоскана фактически было тесно связано с Австрией, а король неаполитанский Фердинанд находился под сильным влиянием своей жены, Марии-Каролины, дочери Марии-Терезии. В Пьемонте, король которого Виктор-Амедей III был тестем графа д’Артуа, было сильно влияние Франции, но революция естественно сблизила и его с Австрией.
В конце 1792 года Франция объявила войну Пьемонту. Её войска вступили в Савойю, где, при содействии местной революционной партии, немедленно произошло преобразование всего государственного и общественного строя в республиканском духе. Пьемонт, несмотря на постоянные поражения, упорно продолжал борьбу и отказался присоединиться к Базельскому миру. В феврале 1793 года Франция объявила войну и Неаполю. В конце 1795 года военное счастье склонилось было на сторону союзников (Австрии, Неаполя и Пьемонта), но когда в апреле следующего года во главе французской армии в Италии был поставлен генерал Бонапарт, оно вернулось к Франции.
Хотя армия Бонапарта численностью была гораздо меньше соединённой армии Пьемонта и Австрии, но, искусным и смелым движением отрезав их одну от другой, Бонапарт за несколько дней принудил Пьемонт к перемирию (28 апреля), за которым скоро последовал мир. Савойя, Ницца и несколько пограничных крепостей были уступлены Франции, Пьемонт был нейтрализован, и Бонапарт мог направить все силы против австрийских войск. После поражения их при Лоди (10 мая) Бонапарт вступил в Милан. Вслед за французской армией туда явились итальянские эмигранты из других государств Италии, быстро возникла политическая
журналистика, начались политические преобразования. Но взамен свободы Бонапарт потребовал контрибуцию в 20000000 франков и отправил в Париж коллекцию лучших картин, хранившихся в Милане. Поборы французов вызвали крестьянское движение, которое было скоро подавлено.
Бонапарт из Милана двинулся вновь против австрийского главнокомандующего Болье и разбил его 29 мая при реке Минчио, близ Мантуи, затем он вторгся в Папскую область и изгнал из Болоньи папского легата. Испуганный папа Пий VI купил мир ценой Равенны, Анконы и Феррары, 20 млн франков контрибуции и множества ценных рукописей и произведений живописи и скульптуры.
Затем Бонапарт двинулся в Тоскану в захватил Ливорно, со всеми английскими торговыми кораблями, находившимися в этой гавани. Король неаполитанский Фердинанд, вяло ведший в течение 3 лет войну с Францией, поспешил заключить мир, на довольно благоприятных условиях, тотчас после битвы при Минчио. После новых побед Бонапарта над австрийцами Мантуя сдалась французам (2 февраля 1797 года). Этим завоевание австрийской Ломбардии было закончено. Вопреки ясно выраженному желанию Директории, Бонапарт, воспользовавшись революционным движением в Модене, образовал из этого герцогства, присоединив к нему отнятые от Папской области Болонью и Феррару, особую «Цизальпинскую республику» (октябрь 1796 года).
В это время возникает в Италии идея национального единства, впоследствии приведшая к политическому объединению полуострова. На конгрессе в Модене и Реджио (25 декабря 1796 года), созванном Бонапартом для выработки конституции, эта идея вызвала энтузиазм собрания. Сам Бонапарт несколько раньше, в речи к гражданам Модены, указал на вред, приносимый Италии её политической раздроблённостью, и убеждал слушателей соединиться с их братьями, освобождёнными им от ига папы. Переписка папы, интриговавшего против Франции, попала в руки Бонапарта и дала ему предлог вторгнуться вновь в Папскую область. Ценя власть папы над католическим миром, победитель предложил ему, опять таки вопреки желанию Директории, весьма льготные условия мира, подтверждавшие прежнее перемирие. Бонапарт отказался от каких бы то ни было стеснений духовной власти папы. Папа с радостью согласился и мир был заключён в Толентино, 19 февраля 1797 года.
Затем Бонапарт принудил аристократическое правительство Венецианской республики реформировать её в демократическом духе, вместе с тем он получил, по обыкновению, контрибуцию и коллекцию картин. 18 апреля 1797 года были подписаны в Леобене прелиминарии мира с разбитыми австрийцами: Австрия, взамен Нидерландов и Ломбардии, получила почти всю Венецианскую область (к востоку от реки Эч). 17 октября 1797 г. был заключён в Кампоформио мир, который подтверждал эти условия. Австрия согласилась на устройство Цизальпинской республики из австрийской Ломбардии, венецианской территории к западу от реки Эч и северных округов Папской области.
В декабре 1797 года на улицах Рима произошло столкновение между республиканцами, поддерживаемыми французским посланником Иосифом Бонапартом, и папскими драгунами, причём последние убили состоявшего при посольстве генерала Дюфо. Не получив удовлетворения, посланник выехал из Рима, а командующий французскими войсками в Италии генерал Бертье получил от Директории приказ идти на Рим. В Риме была провозглашена республика, папа (Пий VI) лишён светской власти (15 февраля 1798 года). Он не подчинился этому и должен был уехать из Рима вначале в Тоскану, потом во Францию, где скоро умер.
В Пьемонте все крепости (включая и Туринскую цитадель) были постепенно заняты французами. Затем Франция потребовала от него прямого участия в войне с Неаполем, и когда Карл-Эммануил IV, наследовавший Виктору-Амедею, колебался исполнить это требование, он был вынужден отказаться от всех своих владений на материке и удалиться на Сардинию. В Пьемонте было учреждено временное правительство, подчинённое Франти, а пьемонтские войска приняты на французскую службу. В том же 1798 году тосканский великий герцог Фердинанд III был лишён своих владений за приют, данный им папе. Его государство было обращено в республику и обложено контрибуцией в пользу Франции.
Естественно, что неаполитанское правительство неохотно мирилось с положением, созданным миром 1796 года. В конце 1798 года. оно присоединилось к новой европейской коалиции против Франции. Его войска, под командой австрийского генерала Мака, впоследствии прославившегося своими ошибками и неудачами, двинулись в Папскую область. 29 ноября король занял Рим, не встретив сопротивления. Немедленно начались аресты и казни политических преступников. Однако, через несколько дней неаполитанские войска Мака были разбиты французами в нескольких битвах, и Фердинанду приглашавшему папу вернуться в Рим, пришлось поспешно бежать.

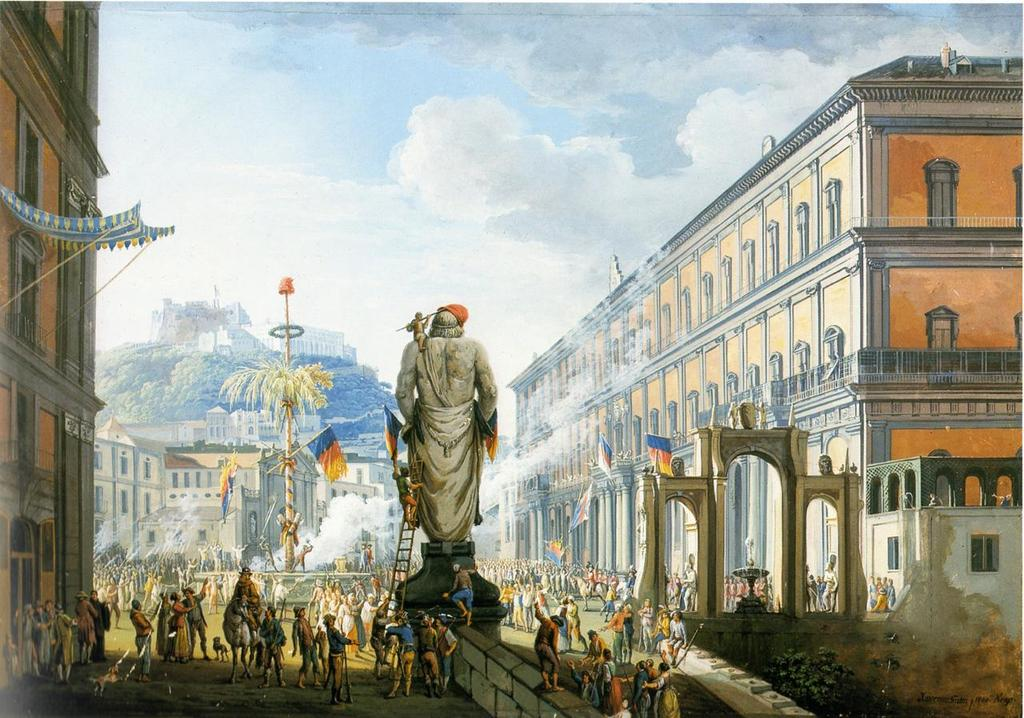
Дерево свободы в Неаполе, 1799 год

В самом Неаполе положение дел было отчаянное: разлад, взаимное недоверие, подозрения в измене, сильные движения, как против французов, так и против собственного правительства. Фердинанд со всею семьёй бежал в Сицилию (21 декабря), оставив столицу французам. Генерал Шампионне немедленно приступил к преобразованию Неаполитанского королевства в Партенопейскую республику. Исполнительная власть была организована по образцу Директории, был учреждён законодательный корпус, реформированы экономические отношения. Крестьяне почти повсеместно восстали на защиту церкви и трона, и началась гражданская война, подобная Вандейской.
На севере Италии, между тем, французы терпели поражение за поражением. Победы Суворова открыли союзникам ворота Милана и Турина и покончили с французскими завоеваниями на севере: Цизальпинская республика перестала существовать, Пьемонт был возвращён своему королю, а Милан — Австрии. После поражения французов при Нови Италия была потеряна для Франции. Партенопейская республика была потоплена в крови своих защитников. Капитуляции, на основании которых сдавались республиканцы, были нарушены, и началась самая варварская расправа со всеми сторонниками революции. Затем была восстановлена Папская область (хотя с одной стороны Австрия, с другой Неаполь выражали на неё свои претензии). В управление ею вступил папа Пий VII, избранный конклавом кардиналов, собравшимся в Венеции под охраной союзников. 4 июня 1800 года Массена сдал Геную австрийцам.

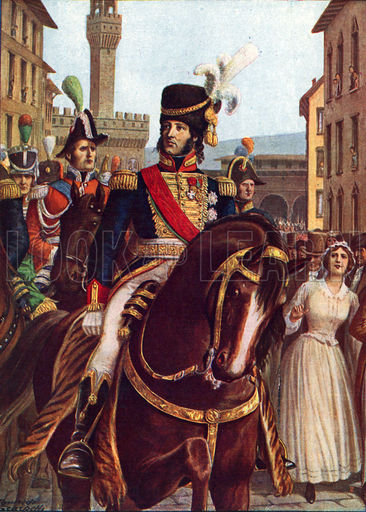
Въезд Иоахима Мюрата во Флоренцию 19 января 1801 года

Но десять дней спустя Бонапарт, в то время уже первый консул, разбил при Маренго австрийскую армию и вынудил перемирие, по которому получил все крепости Северной Италии до берегов Минчио. Повсеместно в Италии республиканцы подняли голову, повсюду начались новые народные движения. Бонапарт, однако, менее прежнего был заинтересован в торжестве демократических начал и республиканских форм правления. Люневильский мир 9 февраля 1801 года оставил Венецию за Австрией; из Тосканы было создано Этрурийское королевство, власть над которым вручил герцогу Пармскому; Парму и Модену, как и почти всю северную Италию до реки Эч, отдал Франции, которая восстановила там Лигурийскую (Генуэзскую, вскоре за тем присоединённую к Франции) и Цизальпинскую республики. Через 1,5 месяца был заключён отдельный мир с Неаполем, сохранивший неприкосновенными владения и власть Фердинанда и только требовавший от него некоторых реформ и амнистии политическим преступникам. В конце того же 1801 года в Лионе были собраны представители Цизальпинской республики, которые приняли новую конституцию этого государства, выработанную Талейраном, и выбрали президентом на 10-летний срок, с правом переизбрания, Наполеона Бонапарта. Он немедленно переименовал республику в Итальянскую, подчёркивая этим своё сочувствие стремлениям итальянских патриотов.

Итальянское королевство при Наполеоне

Через 3 года, когда Наполеон стал императором, он присоединил к Итальянской республике итальянские владения Франции и принял титул короля Италии, короновавшись железной ломбардской короной. Пасынок Наполеона, Евгений Богарне, был сделан вице-королём. После новой войны с Австрией по Пресбургскому миру (27 декабря 1805) к Итальянскому королевству были присоединены австрийские владения — Венеция, Истрия и Далмация. Маленькая республика Лукка, расширенная территориально по Пресбургскому миру, была обращена в княжество, и управление им было поручено сестре Наполеона, Элизе Баччиоки. Тогда же (декабрь 1805 года) Наполеон декретировал низложение Фердинанда неаполитанского, не исполнившего условий мира. Фердинанд снова бежал на Сицилию, а неаполитанская корона была отдана Иосифу Бонапарту, брату императора (1806 год). Через 2 года, когда Иосиф Бонапарт получил испанский престол, неаполитанским королём сделан был зять Наполеона, Иоахим Мюрат (1808 год). Этрурия, правитель которой оскорбил Наполеона, открыв Ливорно для британского флота, была присоединена к Франции (1808 год), и регентшей в ней сделана Элиза Баччиоки. Папа был лишён светской власти, его область присоединена к Франции (16 мая 1809 года), Рим признан вторым городом империи, папе назначен ежегодный доход в 2 млн франков, монастыри упразднены, большинство священников уволено.
Таким образом Италия распалась на 3 части: северо-западная (часть Пьемонта, Генуя, Лука, Тоскана, большая часть Папской области), присоединённую, на разных началах, к Франции; северо-восточную (королевство Италия, от которого были отрезаны Триест и Истрия) и Неаполитанское королевство. Острова Сардиния и Сицилия остались под управлением старинных династий Савойской и Бурбонов.
При Наполеоне в Италии творился произвол, и вымогательство, страна была разорена ведёнными им войнами. Однако, переворот совершённый Наполеоном был благоприятен и для Италии: благодаря ему пало феодальное право, были введены конституционные учреждения, свобода печати значительно расширена; уголовное и гражданское право реформированы, отправление правосудия упрощено и улучшено, личная свобода увеличена, промышленность и торговля избавлены от многих стеснительных для них условий и заметно оживились. В этот период возникла и развилась идея единства Италии.
В 1814 года Наполеон пал. 30 мая Парижский трактат восстановил, с некоторыми изменениями, большую часть итальянских государств, в границах 1792 года, и возвратил изгнанных королей на их престолы. Генуэзская республика была присоединена к Пьемонту, Венеция оставлена за Австрией. Только в Неаполе оставался королём зять Наполеона Иоахим Мюрат, изменивший своему императору, дважды (в 1812 году и после примирения в 1813 году) покинувший его армию и заключивший сепаратный договор с Австрией. Когда Наполеон бежал с острова Эльбы во Францию, король Иоахим стал на его сторону и вторгнулся с войском в восстановленную Папскую область, но был разбит в битве при Толентино (2 мая). После этого он отправился во Францию, а Неаполь 23 мая занял прежний его король Фердинанд. После Ватерлоо Мюрат сделал отчаянную попытку высадиться на неаполитанский берег с целью вызвать революцию против Бурбонов, но был схвачен, судим военным судом и расстрелян 15 октября 1815 года.

### Период реакции (1815—1848)
На Венском конгрессе карта Италии была вновь пересмотрена европейскими державами, по второму Парижскому миру в ней были сделаны некоторые несущественные изменения, и наконец судьба этой страны была решена следующим образом: Австрия, кроме Венеции, получила обратно Ломбардию, Пьемонт получил Геную, в вознаграждение за несколько округов Савойи, уступленных Франции, от восстановленной Папской области отделены в пользу Австрии владения по левому берегу По. Герцогство Модена отдано Франциску IV, внуку изгнанного Геркулеса Эсте, родственнику австрийского императора, Тоскана отдана брату последнего, эрцгерцогу Фердинанду, Лукка — Карлу II (из дома испанских Бурбонов), взамен Пармы, отданной в пожизненное владение жене Наполеона — Марии-Луизе, после её смерти герцогство должно было перейти к Карлу II.
Республика Сан-Марино и княжество Монако были восстановлены. Таким образом, период революционных войн закончился возвращением к прежнему состоянию: только одна Австрия получила существенное приращение своих владений на Апеннинском полуострове, а Венеция и Генуя прекратили самостоятельное политическое существование. Национальная идея, однако, не исчезла — воспоминания о свободе вызывали постоянные народные движения, которые привели, в конце концов, к революции 1848 г. и объединению Италии.
Полицейские власти во всех государствах Италии находились в теснейшем союзе между собой. Возобновлена строжайшая цензура. Тысячи людей попадали в казематы, если избавлялись от смертной казни, или должны были искать убежища на чужбине. Монастыри были восстановлены в Папской области, и частично в других итальянских государствах; место французских гражданского и уголовного кодексов заняли хаотические церковные постановления; повсеместно французское гражданское законодательство отменено и восстановлено старое, построенное на покровительстве высшим сословиям; в уголовном законодательстве восстановлены жестокие наказания, по крайней мере на бумаге, до четвертования и колесования включительно (в Пьемонте они на практике не применялись).
Система податей стала весьма отяготительной для массы населения. Разбойничество, почти уничтоженное в предыдущий период, страшно усилилось, и полиция, приспособленная лишь к преследованию политических заговоров, была бессильна против него.
В Неаполе сильнее всего распространилось революционное общество карбонариев. Правительство старалось противодействовать им устройством другого общества кальдерариев (медников), но оно ничего, кроме насмешек, не возбуждало. Испанская революция 1820 года немедленно отозвалась в Неаполе: в июле там вспыхнуло восстание, преимущественно в среде войск. Во главе его встал генерал Пепе. Медлительность и нерешительность правительства содействовали быстрому его распространению — через 5 дней после начала бунта наследный принц Франциск, которому испуганный король передал управление, провозгласил для Неаполя с его областью (но не для Сицилии) так называемою «испанскую конституцию 1812 года», назначил Пепе главнокомандующим неаполитанских войск и учредил правительственную хунту из конституционалистов. Король торжественно присягнул конституции — но эта присяга, писал он императору австрийскому, была вынуждена, и потому не имела значения.
14 июля восстание перекинулось через пролив в Сицилию, здесь оно приняло характер более народный, чем военный, более радикальный по своим требованиям, более кровавый и упорный по характеру. Усмирение бунта было произведено уже новым, либеральным министерством, испанская конституция распространена и на Сицилию. Парламент начал свои заседания, характер управления изменился. Но Священный союз не хотел допустить поражения абсолютизма где бы то ни было. По инициативе Меттерниха был созван конгресс в Лайбахе, на который был приглашён и Фердинанд. Перед отъездом он вновь обязался отстаивать конституцию — и вновь написал иностранным государям, что его обязательство не имеет силы. На конгрессе он с радостью согласился на иностранное вмешательство для восстановления его абсолютной власти, и вернулся в Италию с австрийским войском. 7 марта 1821 года неаполитанские войска были разбиты при Риети, паника быстро охватила войско и народ. Австрийцам нетрудно было вступить в столицу и восстановить там своего союзника. Парламент, после слабого протеста, разошёлся, начались празднества при дворе, аресты и казни.

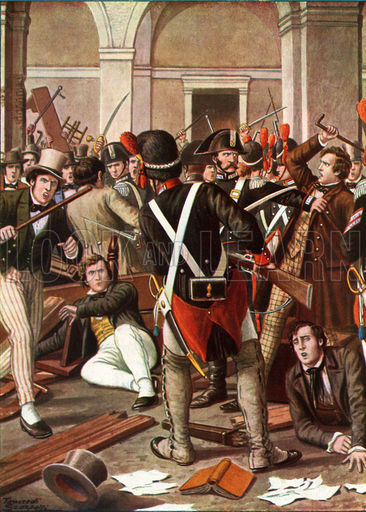
Восстание студентов Туринского университета в 1821 году

Через 3 дня после битвы при Риети вспыхнуло восстание в Пьемонте. Заговорщики, во главе которых стоял майор Сантароза, вели тайные переговоры с Карлом-Альбертом, принцем Кариньянским, потомком младшей ветви Савойского дома, вероятным наследником престола в виду бездетности как короля, так и его брата. Не дождавшись согласия принца, заговорщики начали бунт, взятием цитадели Алессандрия. Испуганный король Виктор-Эммануил отрёкся от престола в пользу своего брата, Карла-Феликса, а за его отсутствием назначил регентом принца Кариньянского. Тот провозгласил испанскую конституцию, сформировав министерство, в которое вошёл и Сантароза, а затем бежал за границу, протестуя против учинённого будто бы над ним насилия (21 марта). В это время в Пьемонт вступили австрийские полки. Сантароза был разбит под Наваррой (8 апреля), конституция немедленно отменена и Карл Феликс вступил в Турин в качестве неограниченного монарха.
Июльская революция 1830 года и перемена правления во Франции возбудили в Италии надежду на помощь этой страны. Революция нашла свой отголосок всего более в Папской области, где вскоре после неё умер папа Пий VIII (занявший место Льва XII в 1829 году), и в мелких герцогствах. Моденский герцог Франциск IV должен был бежать в Вену, но успел арестовать и увезти с собою вождя моденских революционеров, Менотти (впоследствии он был казнён). Мария-Луиза Пармская укрылась в укреплённой Пьяченце (февраль 1831 года). Во многих местах Папской области светская власть папы была признана уничтоженной, было провозглашено образование Объединённых итальянских провинций. Папа Григорий XVI, не сумевший справиться с революционерами ни силой, ни хитростью, обратился к Австрии — и через два месяца герцоги могли вернуться в свои герцогства, папа мог считать себя безопасным.
Но июльская революция всё-таки несколько изменила положение дел в Италии Франция потребовала от папского правительства, в критическую для него минуту, обязательства даровать амнистию и некоторые реформы. Обещание было дано, но взято назад, как только счастье повернуло в сторону папы. Восстание вспыхнуло вновь, и вновь австрийские войска перешли границу (1 января 1832 года). На этот раз Казимир Перье увидел нарушение европейского равновесия в постоянном влиянии Австрии на судьбу Апеннинского полуострова, и послал туда же франц. войска, захватившие Анкону.
Но этим протестом Франция и ограничилась: Австрия подавила восстание, Папская область осталась без реформ, мятежники были казнены. Оккупация продолжалась 6 лет, пока войска обеих держав не были выведены из Папской области.
Снова началась реакция, находившая пищу в деятельности революционных обществ и революционных вспышках, прорывавшихся в течение всего периода 1831—1848 годов. Существенным отличием этого периода от предыдущего был тот новый факт, что в соседней Франции вырос союзник и друг для итальянских националистов. Там находили себе приют итальянские эмигранты. Глава основанного в 1831 году в Марселе и распространившегося по Италии тайного общества «Молодая Италия», Мадзини, изгнанный из Италии, жил большей частью во Франции, устраивая заговоры и подготовляя революционные экспедиции, всегда кончавшиеся неудачами. С другой стороны образ действий Австрии доказал ясно, что реакция в Италии держится только ей, и борьба с чужеземцем стала, поэтому, для националистов на первом плане.
Эту ближайшую задачу естественно должен был взять на себя Пьемонт, ближайший сосед и давнишний соперник Австрии. В 1831 году на престол Пьемонта вступил Карл-Альберт Кариньянский, человек крайне честолюбивый, но лицемерный и хитрый. Личный характер постоянно колеблющегося короля и условия, в которых он находился, мешали ему быть последовательным. Реакция сменяла краткие периоды либерализма, тормозя дело объединения. Недовольство Карлом-Альбертом заставило некоторых патриотов (Джоберти, Бальбо, Сильвио Пеллико) обращать взоры с надеждой на папу, как на возможного защитника свободы. И действительно, Пий IX, избранный на место Григория XVI в 1846 году, сначала как будто хотел оправдать эти надежды. Он даровал амнистию политическим преступникам, согласился на постройку железных дорог, допустил мирян к государственным должностям, реформировал римский муниципалитет и ввёл некоторые другие реформы. Такая деятельность, противоречившая всему, что привыкли ожидать и видеть от папской власти, вызвала раздражение Австрии, увидевшей в ней — и совершенно основательно — угрозу для спокойствия Италии. Она заняла Феррару, оккупация, направленная в 1831 году против революционеров, теперь была направлена против папы. Папа протестовал, но безрезультатно.

### Революция и объединение (1848—1870)

Трансформация границ в Италии после наполеоновских войн и до Первой мировой войны
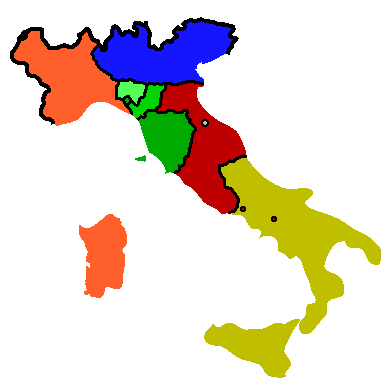
1859: Сардинское королевство Тоскана, Парма и Модена Венецианская область и Ломбардия (Австрийская империя) Папская Область Королевство Обеих Сицилий
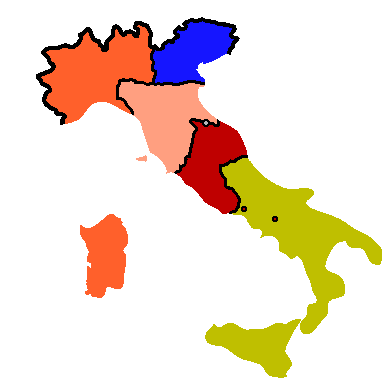
1860: Сардинское королевство Венецианская область (Австрийская империя) Папская Область Королевство Обеих Сицилий
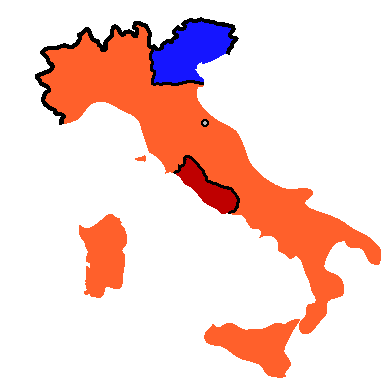
1861: Королевство Италия Венецианская область (Австрийская империя) Папская Область
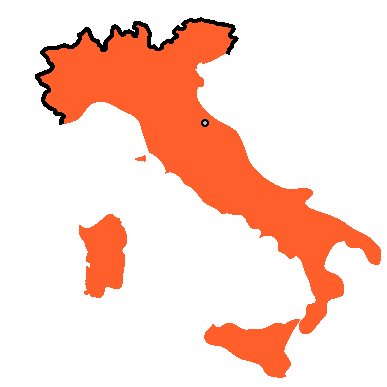
1870: Королевство Италия

Революция началась с народного восстания в Палермо 12 января 1848 года. Несмотря на бомбардировку Палермо правительственными войсками, восстание увенчалось успехом: гарнизоны были изгнаны, Временное правительство сформировано. Восстание перекинулось в Неаполь: Фердинанд II, внук Фердинанда I, обещал народу Конституцию и сформировал либеральное министерство. Обещание было исполнено 10 февраля 1848 года. Этому примеру последовал Леопольд Тосканский и провозгласил Конституцию (15 февраля) для своего герцогства, а за ним и Карл-Альберт (4 марта). Десять дней спустя Пий IX ввёл конституционное управление светскими делами своей области, отделив от них церковные дела, для которых была сохранена старая система управления.
Однако это были запоздавшие меры, революции был дан толчок из-за аналогичных событий во Франции и Австрии. В австрийской Италии революционеры пропагандировали, не без успеха, некурение австрийского табака, воздержание от покупки государственных лотерейных билетов и т. п., как приёмы борьбы, имевшие целью подрывать австрийские финансы.
В январе 1848 года на улицах Милана толпа напала на группу офицеров, пришлось призвать войска и уличный скандал разросся в целый бунт. Осадное положение не предупредило нового восстания в Милане (18 марта), повод к которому дало известие о Венской революции. Австрийский фельдмаршал Радецкий, застигнутый врасплох, дал сражение на улицах Милана, продолжавшееся 4 дня. 22 марта распространилось неверное известие, что войска Пьемонта приближаются к Милану. Радецкий в ту же ночь отступил к Вероне. В действительности, Пьемонт объявил войну Австрии лишь 24-го. Война эта вызвала большое воодушевление во всей стране. Отовсюду стали стекаться толпы волонтёров, становившихся под пьемонтские знамёна, а затем течение захватило, против их воли, даже правителей итальянских государств. Войска были посланы против Австрии (без формального объявления войны) из Тосканы, Неаполя, даже Рима, так что правительство папы в первый раз боролось за свободу народа. Но это продолжалось недолго: 29 апреля папа, в обращении к кардиналам, высказал порицание войне против Австрии, и заявил, что его войска выступили с единственной целью защитить неприкосновенность области. С этого момента начинается решительный поворот в политике Пия IX. Любовь и уважение патриотов к папе быстро сменяются ненавистью. Ободрённый примером папы, Фердинанд отозвал свои войска и распустил народное собрание. Значительная часть войска, до 15 000 человек, отказалась повиноваться его приказам и вместе с главным начальником, генералом Пепе, присоединилась к Карлу-Альберту. Ход военных событий, однако, далеко не оправдывал ожиданий патриотов, Карл-Альберт противился всем попыткам вооружить народ, рассчитывая завоевать национальное единство Италии без народа, одной своей армией. Между тем его армия, рядом с победами в отдельных битвах, терпела и жестокие поражения (при Санта-Лучия 6 мая, при Кустоцце 25 июля). В ночь на 5 августа Карл-Альберт тайно бежал из освобождённого Милана, спасаясь столько же от австрийцев, сколько и от миланцев, негодовавших на него за неумелое ведение войны и двусмысленную политику. В столицу Ломбардии снова вступил Радецкий. Только страх перед Францией и Англией заставил его согласиться на перемирие, продолжавшееся 7 месяцев. Война, возобновившаяся в марте 1849 года, была окончена в 5 дней. Наголову разбитый при Наварре (23 марта), Карл-Альберт отрёкся от престола в пользу сына, Виктора-Эммануила II, и бежал за границу.
В королевстве Обеих Сицилий, преимущественно на о-ве Сицилия, все это время длилась кровавая борьба, вызванная или по крайней мере обострённая роспуском палаты. Бомбардировка Мессины доставила Фердинанду II прозвище Короля-Бомбы. После поражения иностранного революционного легиона поляка Мерославского при Катании (6 апреля 1849 года), город Палермо был взят и восстание подавлено.
Восстание в Риме было вызвано колебаниями в политике папы. Началось оно 15 ноября 1848 года, убийством папского министра Росси, и привело к бегству папы из Рима, а затем к провозглашению «Римской республики» (февраль 1849). Во главе её стоял временно триумвират, членом которого был Мадзини. Но Австрия, у которой руки были развязаны после победы над Пьемонтом, и Неаполь, подавивший восстание, не могли потерпеть близ своих границ образования демократического государства. Президент французской республики, Людовик-Наполеон, когда-то друживший с карбонариями, теперь искал опоры в клерикальных и консервативных сферах и не хотел уступить Австрии чести восстановления папы; поэтому, несмотря на ожесточённое противодействие значительной части законодательного собрания, он послал в Рим войско. 3 июля 1849 года Рим, после отчаянной борьбы, был взят французами; все меры, принятый республиканским правительством (секуляризация церковных имений, раздача их в аренду мелкими участками и др.), были отменены; о восстановлении конституции, дарованной самим же папой, не было и речи; была восстановлена инквизиция. Даже Людовик-Наполеон протестовал против такого образа действий, но протест его был оставлен без внимания.
За победой папства последовало поражение националистов повсюду, где ещё тлел огонь восстания: в Тоскану вернулся бежавший оттуда великий герцог, в Парме и Модене, присоединившихся было к Пьемонту, австрийцы восстановили прежние правительства. 22 августа сдалась Венеция, где Манин, после битвы при Наварре, провозгласил республику. Деятели революции поплатились: кто смертной казнью, кто тюрьмой, другие спаслись на чужбине (Гарибальди, Мадзини, Манин). Но было одно явление, отличавшее наступивший период от предыдущего. Сардинское королевство (Пьемонт) отказалось от реакционной политики и определённо вступило на новую дорогу. До 1848 года стремилась к объединению только демократия, нанявшаяся этим путём добиться свободы. Буржуазия относилась к делу иначе — её видный представитель, граф Кавур, в 1847 году выставлял как идеал союзную Италию, движение 1848 года он решительно не одобрял. Но 1848 года, несмотря на неудачу движения, сделал единство неизбежным, и после 1848 года пьемонтская и вообще итальянская буржуазия решительно стремится к этой цели. После битвы при Наварре король Виктор-Эммануил добился бы мира на гораздо более выгодных условиях, если бы уступил требованиям Австрии относительно отмены конституции. Но он предпочёл выплатить значительную контрибуцию и долгое время терпеть австрийские войска на своей территории, лишь бы не нарушать обязательства, данного его отцом. Внешняя политика Пьемонта, с 1852 года почти без перерывов руководимая Кавуром, преследовала не столько объединение Италии, сколько расширение собственной территории за счёт других итальянских государств и Австрии: эти две цели не всегда покрывали одна другую. Демократы держались принципа: Italia farà da se (Италия устроится сама) и упорно протестовали против всякого иностранного вмешательства. Наоборот, Кавур, ведя борьбу с Австрией, искал союза с Францией и потому не протестовал против присутствия в Риме французских войск. Несмотря на это, демократы готовы были идти рука об руку с пьемонтским правительством, лишь бы добиться главной цели — так смотрели на дело и Мадзини, и Манин. Виктор-Эммануил пользовался в народе почти такой же популярностью, как Гарибальди.
В 1855 года Кавур, с целью упрочить дружбу Франции, вмешался в «восточную войну» (Крымская война), до которой Сардинии не было никакого дела, и послал 15-тысячный корпус под Севастополь. Это дало ему право принять участие в Парижском конгрессе и изложить там нужды Италии, что, однако, никакой пользы национальному делу не принесло, по крайней мере, немедленно. Затем несколько лет продолжались дипломатические переговоры, имевшие целью вызвать активное вмешательство Наполеона в отношения между Сардинией и Австрией. В августе 1858 года, при свидании Кавура с Наполеоном в Пломбьере, был заключён договор, в силу которого Наполеон обязался объявить войну Австрии, а после войны уступить Пьемонту Ломбардию и Венецию, взамен Савойи и Ниццы; но, опасаясь слишком усилить Пьемонт, Наполеон настоял на условии увеличения Тосканы частью Церковной обл. и образования из неё среднеитальянского королевства, на престол которого Наполеон прочил своего двоюродного брата, Жерома Наполеона. Затем предполагалось основание итальянской федерации под председательством папы. Договор упрочивался брачным союзом между семьями императора и короля. План этот имел весьма мало общего с целями патриотов — если бы он осуществился в полном объёме, он надолго отсрочил бы объединение Италии.
Между тем, революционное брожение в Италии не прекращалась и выразилось даже в длинном ряде политических убийств и покушений. Убит был один из самых жестоких деспотов Италии — герцог пармский Карл III. Убийство одним из известнейших борцов за независимость Италии, Орсини, совершено было, незадолго до пломбьерского свидания, покушение на жизнь Наполеона, на которого революционеры смотрели как на злейшего врага итальянской свободы. Более полугода после пломбьерского свидания Наполеон ещё колебался начать войну, ведя переговоры и пытаясь устроить примирение между Австрией и Пьемонтом, так чтобы оно было не безвыгодно и для него. Но в апреле 1859 года война, которую торопил Пьемонт, стала неизбежной. Победа Мак-Магона при Мадженте (4 июня) отразилась на всей Италии. Революционное правительство Тосканы, низвергшей великого герцога, предложило Виктору-Эммануилу диктаторскую власть на время войны. Моденский и пармский герцоги бежали, Романья отделилась от папских владений. Везде народ требовал присоединения к Пьемонту. Правительство Виктора-Эммануила принимало временно власть и посылало своих комиссаров, но не решалось брать обязательств перед населением, чтобы не раздражить Наполеона. После победы при Сольферино Наполеон устроил личное свидание с Францем-Иосифом в Виллафранке, где и подписал прелиминарии мира. (11 июля 1859), которыми нарушал все свои обещания. Ломбардии (без крепостей Пескьеры и Мантуи) была уступлена Франции, которая «дарила» её Пьемонту, но Венецианская область оставлена в руках Австрии. Наполеон обязался не препятствовать восстановлению герцогов Тосканы и Модены; в Италии должна была быть организована федерация, под председательством папы. 10 ноября в Цюрихе был подписан мирный договор, в общем подтверждавший Виллафранкские прелиминарии.
Виллафранкский мир вызвал страшное негодование по всей Италии; сам Кавур был недоволен и временно вышел в отставку, уступив место Ратацци. Но привести в исполнение условия мира было совершенно немыслимо. Папа не шёл ни на какие уступки. Тоскана, Модена, Парма, Романья не обнаруживали ни малейшего желания подчиниться своим прежним владетелям. Они составили военный союз под высшим начальством Гарибальди, объявили о своему присоединении к Пьемонту и готовы были продолжать борьбу. Мадзини предложил сардинскому королю организовать революционную экспедицию, с целью присоединить Неаполь к Пьемонту, и в свою очередь требовал от короля похода на Рим, но король отказался. Тогда Гарибальди сам снарядил экспедицию, имея в виду напасть на Рим. Но правительство принудило его распустить отряд, что Гарибальди исполнил крайне неохотно.
Французское правительство, вместе с русским, старалось склонить Неаполь к союзу с Пьемонтом, что разрушило бы, по крайней мере, на время, замыслы революционной партии, но подействовать на Франциска II, занявшего место Фердинанда II († 22 мая 1859), было столь же трудно, как и на папу. Пришлось примириться с фактами, и Наполеон, после долгих дипломатических переговоров, согласился на присоединение Тосканы, Пармы, Модены и Романьи к Пьемонту, потребовав взамен Савойю и Ниццу. Как там, так и тут было произведено всенародное голосование: в средней Италии громадное большинство высказалось за присоединение (март 1860). Папа отлучил от церкви всех виновников посягательства на папские владения, но отлучение прошло бесследно.
2 апреля 1860 года в Турине собрался парламент соединённого королевства. Выборы, произведённые под сильнейшим административным давлением, обеспечили Кавуру, бывшему с 15 января снова у власти, значительное большинство: горькая речь Гарибальди, депутата от родной ему Ниццы, резко нападавшего на правительство за добровольное уменьшение итальянской территории, не имела положительных результатов; через несколько дней в Савойе и Ницце было устроено народное голосование, благоприятное присоединению этих областей. Народные движения, однако, не прекратились. Бунты в Сицилии, вспыхивавшие беспрестанно, то тут, то там, не имели шансов на успех, пока Гарибальди, со своей тысячей волонтёров, не высадился в Марселе (11 мая 1860). Правительство Пьемонта смотрело весьма неодобрительно на эту экспедицию и ставило ей на пути всевозможный препятствия, властям острова Сардинии было предписано даже стрелять в гарибальдийцев, если бы они вздумали пристать там к берегу. Но в Сицилии Гарибальди был встречен восторженно. Вооружённые и невооружённые крестьяне массами присоединялись к нему, через 2 недели после высадки он взял Палермо. Неаполитанские войска немедленно, по приказу перепуганного правительства, очистили остров, кроме Мессины, и Гарибальди остался его диктатором. Мессина — за исключением цитадели, которая сдалась сардинским войскам лишь в следующем году, — была взята через 2 месяца. Гарибальди управлял островом, назначая министров и собирая подати от имени Виктора-Эммануила, хотя его официального согласия на то и не получил. Согласие короля на присоединение острова было дано лишь через несколько недель после окончательного его покорения, когда выяснилось, что Франция и другие державы примирились с неизбежным фактом.

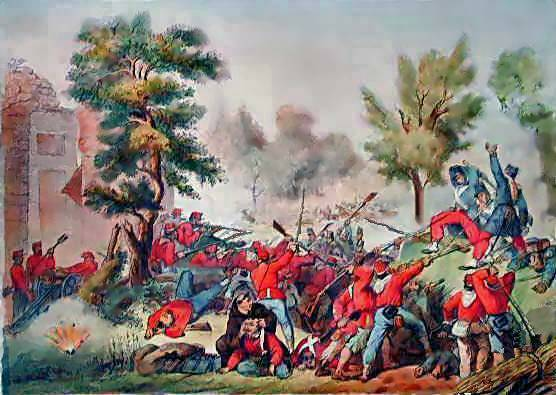
Сражение при Вольтурно

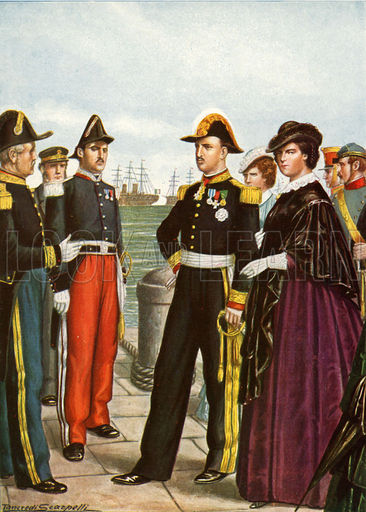
Франциск II c женой покидают Гаэту

19 августа Гарибальди, на этот раз уже с согласия и даже с помощью пьемонтского правительства, высадился на материке в неаполитанских владениях и двинулся на столицу. Король Франциск II бежал. 7 сентября Гарибальди приехал по железной дороге, оставив свой легион позади, в Неаполь, где население восторженно встретило его и провозгласило диктатором. К удивлению многих, диктатор не объявил о немедленном присоединении Неаполя к Пьемонту: он раньше хотел завоевать Рим и Венецию, и тем завершить дело объединения Италии. Помешать этому прямым нападением на Гарибальди было невозможно или слишком рискованно, поэтому Наполеон согласился на взятие Виктором-Эммануилом завоевания Папской область в свои руки, с тем, чтобы самый город Рим был всё-таки оставлен за папой. Войска короля вступила в сев. часть папских владений. Чтобы отклонить от себя подозрение в измене папе, Наполеон разорвал на короткий срок дипломатические отношения с Сардинией, но это не помешало войскам Пьемонта одерживать победы в стране, единодушно настроенной в его пользу, и взять, наконец, Анкону. В это же время гарибальдийцы взяли Капую, а подоспевшие войска Пьемонта — и Гаэту (14 февраля 1861), где был взят в плен король Франциск, перевезённый затем, на французском пароходе в Папскую область. Все неаполитанское королевство ещё ранее, посредством народного голосования, заявило о своём желании присоединиться к Пьемонту (октябрь 1860). Австрия, Пруссия и Россия протестовали против «ограбления» Бурбонов и папы, но примирились с совершившимся фактом. Таким образом, Италия, за исключением города Рима с окрестностями и Венецианской обл., а также Савойи и Ниццы, была объединена под конституционным управлением Савойской династии. 

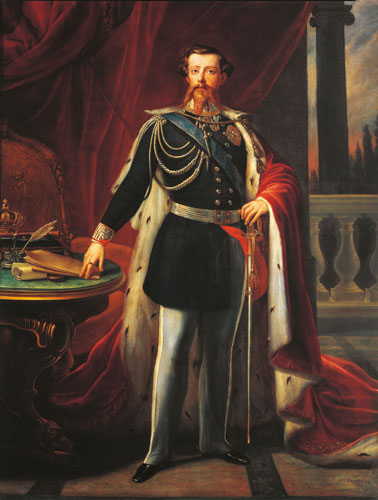
Виктор Эммануил II, первый король Италии

18 февраля 1861 года в Турине собрался парламент, созванный от всей объединённой Италии. 14 марта Виктор-Эммануил принял титул короля Италии под именем Виктора-Эммануила I. Через 10 дней парламент признал Рим «будущей столицей Италии». Это ставило Италию в безусловно враждебные отношения со Святым Престолом. С потерей Савойи и Ниццы народ поневоле примирился, но он не мог считать национального дела завершённым, пока в Риме господствовал, на правах короля, Пий IX, а в Венецианской области — иностранный монарх. Однако у правительства Италии было на руках слишком много дел, чтобы начинать новую войну. Финансы были расстроены, государство обременено миллиардным долгом. Присоединение к нему прежних итальянских владений с финансами ещё более расстроенными, со столь же тяжёлыми долгами, не могло улучшить положение дел. Шайки разбойников, особенно сильные на юге, находили поддержку у клерикалов и бурбонистов. 6 июня 1861 года умер Кавур, и управление перешло в руки людей менее даровитых: Риказоли, потом Ратацци (1862), Мингетти (1862), генерала Ламорморы (1864), вновь Риказоли (1866), затем снова Ратацци. От услуг Гарибальди, который желал (1860) сделаться временно наместником южной Италии, король отказался — Гарибальдийский легион был распущен.
Революционное брожение в стране не утихало, а в 1862 году оно выразилось в новой экспедиции Гарибальди, который высадился в Палермо, оттуда переехал на материк и двинулся, со своими волонтёрами, на Рим. Король в резкой прокламации высказался против него, как против бунтовщика, и послал для его усмирения войска. У подножия Аспромонте легион Гарибальди был разбит, а вождь его ранен и взят в плен, но скоро освобождён. Движение было подавлено.
Правительство в это время вело переговоры о Риме, надеясь той же цели добиться дипломатическим путём. Для начала оно хлопотало об удалении оттуда французского отряда, все ещё охранявшего папскую столицу. Наконец сентябрьской конвенцией (1864) Наполеон согласился на постепенную (в течение 2 лет) эвакуацию Рима, с тем, чтобы папе была дана возможность организовать собственное войско, а Италия обязалась бы не только не нападать на него, но защищать от всякого нападения извне, навсегда отказалась бы от Рима и перенесла бы свою столицу из Турина во Флоренцию. Договор вызвал сильное раздражение во всей Италии и даже мятеж на улицах Турина, подавленный с большой суровостью. Беспорядки повторились в начале 1865 года, но тем не менее король, с согласия парламента, переехал во Флоренцию, 3 февраля, со всем двором и правительством. Примирения с Римом это переселение, однако, не доставило. Папа энцикликой и силлабусом, опубликованными в декабре 1864 года, заявил, что он ни от одной йоты в своих притязаниях не отказывается — а в итальянском парламенте правительство проводило законы о гражданском браке, о секуляризации духовных имений, о закрытии монастырей.
Новый шаг на пути к объединению был сделан Италией благодаря Пруссии и Бисмарку. Когда последний решился на войну с Австрией, он нашёл выгодным привлечь на свою сторону Италию. 8 апреля 1866 года был заключён оборонительный и наступательный союз между Пруссией и Италией, по которому мирный договор с Австрией должен был быть заключён лишь по согласию обоих союзников, причём Бисмарк заранее уступал Италии Венецианскую область. В действительности участие Италии в войне было совершенно излишне, потому что Венецию можно было получить даром: Австрия, узнав о договоре, предложила Италии эту область без войны, с тем лишь, чтобы отвлечь Италию от союза, но итальянская дипломатия не сумела этого устроить. Министр Ламормора, как он объяснял впоследствии, считал позором для Италии разорвать подписанный договор, и предпочёл вмешаться в войну. Война, однако, была неудачна, несмотря на участие в ней Гарибальди с его волонтёрами. Итальянские генералы ссорились между собою, и в то время, когда пруссаки совершали победоносное шествие на Вену, итальянцы терпели поражения: при Кустоце, 24 июня (на суше), и при Лиссе (у берегов Далмации), 20 июля, на море. Австрия, однако, уступила Венецию Наполеону, который передал её Италии 3 октября был заключён Венский мирный договор между Италией и Австрией (отдельно от пражского прусско-австрийского договора), по которому Венеция отошла к Италии; это было подтверждено народным голосованием. В конце 1866 года Наполеон вывел из Рима последние отряды своего войска, оккупировавшего этот город 17 лет.

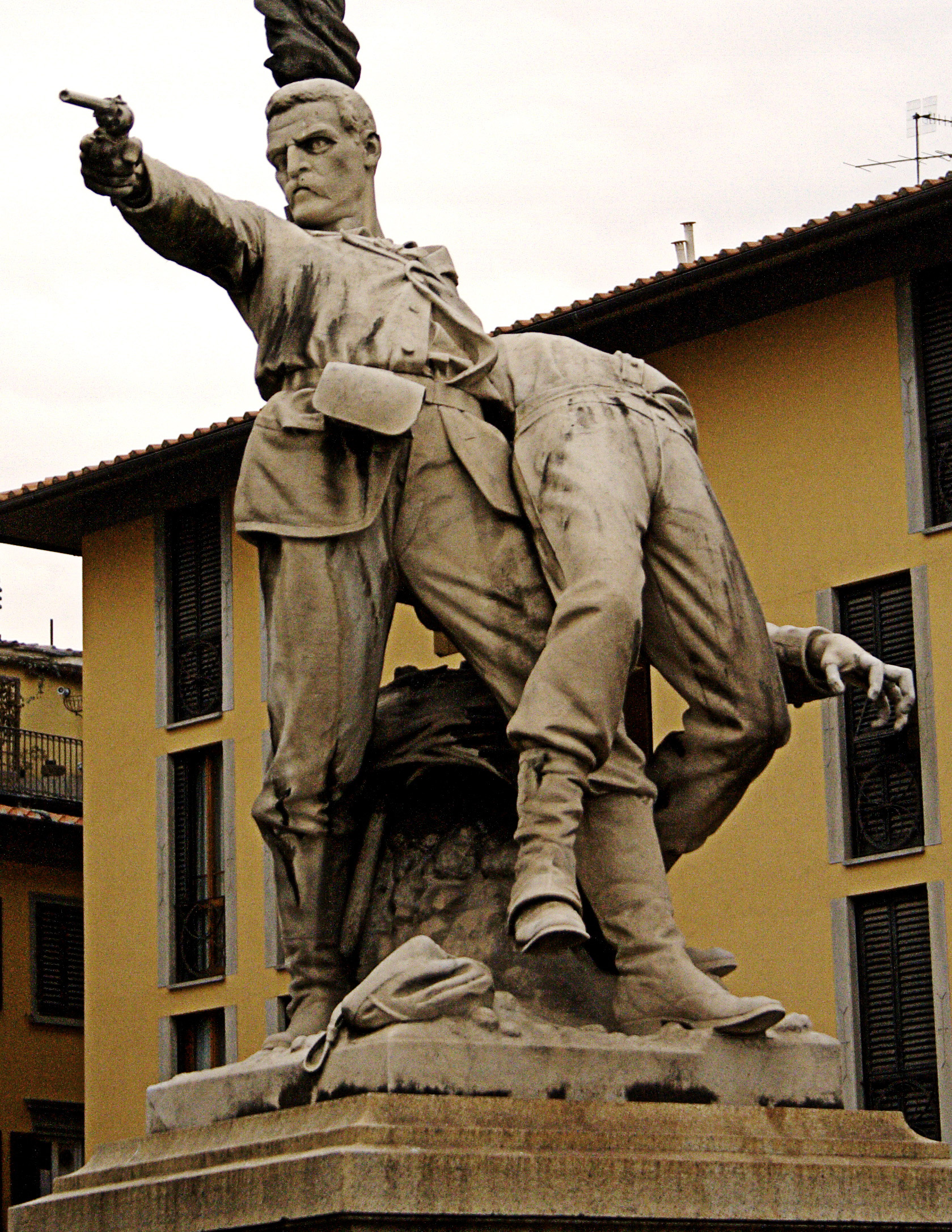
Монумент во Флоренции в память о 150 отважных гарибальдийцах, павших в сражении при Ментане

Год спустя, Гарибальди вновь созвал своих волонтёров, и вновь двинулся на Рим. Тогда французский корпус немедленно был вновь отправлен в Рим, и вместе с войсками папы нанёс 3 ноября 1867 года у Ментаны (близ Рима) поражение Гарибальди, он сам был взят в плен и отправлен на о-в Капреру. Французский корпус вновь остался охранять папские владения. Этот факт (так же как и подозрение, что Гарибальди действовал с согласия короля и правительства) повёл за собой охлаждение между Наполеоном и Виктором-Эммануилом, Францией и Италией. Охлаждение усилилось, когда Наполеон стал искать союзников для предстоящей борьбы с Пруссией, и не встретил в Италии ни малейшей склонности к союзу с ним, даже тогда, когда обещал отозвать из Рима французский гарнизон.
Когда началась Франко-германская война, итальянское правительство сначала готово было держаться сентябрьской конвенции, но седанская катастрофа (2 сентября 1870) и отплытие французского корпуса из Рима развязали ему руки. Оно выставило на границе наблюдательный корпус. Гарибальдиец Биксио взял Чивитавеккию. Правительство сперва пыталось убедить папу добровольно отказаться от светской власти, но папа ни на что не соглашался. Тогда (20 сентября) правительственные войска начали бомбардировку Рима. Там было несколько тысяч войск папы, к которым присоединились отряды добровольцев и бандитов из Абруцци. 3-часовой канонады было достаточно, чтобы принудить их сдаться гораздо сильнейшему неприятелю. В Риме было организовано временное правительство, папские войска распущены, иностранные наёмники высланы из Италии. 3 октября произошло народное голосование по вопросу о присоединении Рима к Италии. Из 167 000 избирателей подали голос 135 600: 134 000 высказались за присоединение, 1507 — против. 9 октября состоялось официальное присоединение. 26 января 1871 года парламент постановил перенести столицу в Рим. Только Савойя и Ницца, добровольно уступленные Франции, да Триест в Истрии и южный Тироль оставались под чужеземной властью, против чего продолжала протестовать партия ирредентистов.

## Объединённая Италия (1871—1900)
После объединения страны Италия стала частью «Венской системы международных отношений», как «наименьшая из великих держав».
Ближайшим делом правительства объединённой Италии было определить свои отношения со Святым Престолом. В мае 1871 года были приняты законы о гарантиях, создавшие исключительное положение для Римско-католической церкви в Италии. Папе установили ежегодное содержание в 3,5 млн франков и передали 5 млн, найденные в римском казначействе, при этом государственный долг Папской области приняла на себя Италия. Папе были оставлены Ватиканский и Латеранский дворцы, с принадлежащими к ним постройками, а Квиринальский дворец стал резиденцией короля (с тех пор принято именами Квиринал и Ватикан обозначать правительство Италии и Св. Престол). Папа отказался от «иудиных» денег и стал систематически разыгрывать роль «ватиканского узника», хотя его положение, пользующегося почестями и привилегиями монарха, весьма мало подходило к такой роли. Поведение папы вызывало правительство на борьбу, а систематическое уклонение клерикалов от всякого участия в политической жизни непризнанного папой государства, облегчало проведение в парламенте соответствующих законов. В мае 1873 года, несмотря на противодействие клерикалов, Палата депутатов почти единогласно приняла закон о закрытии монастырей во всей Италии (с некоторыми изъятиями). Событие это совпало с началом культуркампфа в Германии и послужило одной из причин сближения Италии с этой державой. Франция, где в то время клерикалы пользовались большим влиянием и были сильны антигерманские настроения, оказалась естественной союзницей папы. Французское военное судно постоянно крейсировало близ Рима, чтобы оказать содействие папе, в случае, например, если он вздумает бежать из своего «плена». Однако итальянские демократы, не испытывавшие симпатии к версальскому правительству, опасались также и Германии, с неудовольствием смотрели на посещение королём Вены и Берлина (1873) и другие признаки растущей близости между дворами и правительствами Виктора Эммануила, Вильгельма I и Франца-Иосифа. Объединение государственных долгов — результат политического объединения — создало Италии долг в 8 млрд лир (кроме бумажных денег с принудительным курсом), по которому приходилось выплачивать ежегодно 460 млн только в виде процентов. Кредит был подорван; дефицит в росписи на 1872 год достигал 80 млн. Улучшить положение финансов можно было только радикальной реформой налоговой системы и значительным сокращением расходов на армию. Но на это не решалось ни одно правительство, опасаясь лишиться поддержки состоятельных классов населения. Правительство предпочитало поправлять финансы грошовыми экономиями и новыми налогами. На подобном проекте пал кабинет Джованни Ланцы летом 1873 года. Его место заняло правительство Мингетти, которое сумело, при помощи разных полумер, представить бездефицитную роспись. При нём поступили в казну железные дороги, но впоследствии, в 1885 году, эксплуатация железных дорог была передана на 60 лет обратно частным компаниям.
Правительство Мингетти пало в марте 1876 года из-за проектов новых налогов. Мингетти был последний министр, принадлежавший к правой партии и опиравшийся на так называемую «консортерию» (партию сохранившую кавуровские традиции). К середине 1870-х годов она распалась и ослабла. Центр тяжести в парламенте сместился влево, к партии, по старой памяти называвшей себя радикальной. Многие её деятели своё время были гарибальдийцами, но теперь итальянские радикалы стали более умеренными, сохранив вражду к клерикализму. Место Мингетти занял Агостино Депретис; портфель министра внутренних дел получил радикал Джованни Никотера. Палата депутатов была распущена и новые выборы дали подавляющее большинство сторонникам правительства. Впрочем большинство оказалось весьма разнородным; его фракции по каждому частному вопросу группировались довольно неожиданным образом; поэтому начались беспрестанные правительственные кризисы, то общие, то частные. В конце 1877 года Никотера был вынужден уйти в отставку и его место занял сицилиец Франческо Криспи, который стал лидером кабинета. Уже через 2,5 месяца образовался кабинет другого гарибальдийца — Бенедетто Кайроли, считавшегося вождём более радикальной фракции. После нескольких месяцев управления он уступил место более умеренному Депретису, продержавшемуся, в свою очередь, лишь полгода и павшему из-за налога на муку. Второе министерство Кайроли сумело провело этот закон, и через полгода снова пало.
Тем временем, 9 января 1878 года скончался король Виктор Эммануил II, заслуги которого в деле объединения Италии признавались (и даже иногда преувеличивались) всеми, не исключая крайних партий. Вслед за ним скончался и папа Пий IX. Место Виктора Эммануила занял его сын Умберто I; на место Пия IX был избран Лев XIII, решительно отказавшийся от прямолинейной политики своего предшественника и сумевший поднять упавший престиж католической церкви и Св. Престола. Он разрешил итальянским католикам принимать участие в парламентских выборах, и таким образом косвенно признал Итальянское королевство, но всё-таки продолжал разыгрывать роль ватиканского узника и мечтать о восстановлении светского владычества пап.
В 1879 году Кайроли вступил в союз с Депретисом и образовал коалиционное правительство. В области внешней политики более радикальный Кайроли, уступая требованиям общественного мнения, отклонился от политики Депретиса и правых на сближение с Германией. Способствовало смене внешнеполитического курса и то, что 30 января 1879 года президентом Франции был избран убеждённый республиканец Жюль Греви, что улучшило отношение к этой стране среди либералов и левых. Но симпатии итальянской элиты были на стороне Германии, тем более, что Италия в борьбе за иностранные рынки и колонии в Африке столкнулась с Францией, как с соперницей. Занятие Туниса французами в 1881 году привело к падению коалиционного кабинета Кайроли и замене его более германофильским кабинетом Депретиса, при котором была приобретена колония Асэб на Красном море (ныне Эритрея).
В мае 1881 года сформировалось уже третье по счёту правительство Депретиса. Оно многократно выходило в отставку по разным поводам, но каждый раз король поручал сформировать новый кабинет тому же Депретису, который оставался во власти до самой своей смерти в 1887 году. Все бесчисленные правительственные кризисы имели результатом только личные изменения в составе кабинета, почти не влияя на его политику. В целом, направление политики Депретиса было умеренно-либеральное — настолько умеренное, что правые, руководимые Мингетти, постоянно поддерживала её, а левые, вожди которых (Криспи, Кайроли, Никотера, Джузеппе Дзанарделли, Баккарини) составляли «пентархию», обычно являлись оппозицией. Левые упрекали Депретиса в излишней уступчивости по отношению к клерикалам и в излишней суровости к радикалам. В то же время, несмотря на критику правительства левые неоднократно входили в правительство Депретиса. Более последовательную оппозицию составляли лишь ирредентисты и слабые в итальянском парламенте социалисты. Главное дело правительства Депретиса—Никотеры было проведение закона о первоначальном обучении, который сделал обучение обязательным для детей в возрасте от 6—9 лет в общинах, где число жителей, достигло определённой нормы (1 на 1000—1500 жителей). Уроки закона Божия ещё ранее были сделаны необязательными (1877).
В 1882 году Депретис под давлением радикальных левых и «Крайне левой» провёл важную избирательную реформу. Были снижены возрастной (с 25 лет до 21 года) и имущественный (с 40 до 19,8 лир) ценз для избирателей, право голоса получили арендаторы земельных участков, вносившие не менее 500 лир арендной платы, а также те, кто платил не менее 150 лир за наём жилого помещения, мастерской или лавки. Основным стал образовательный ценз, признавший право голоса за имевшими как минимум законченное начальное образование.
при этом мужчины имевшие как минимум трёхлетнее начальное образование были освобождены от имущественного ценза. В результате количество избирателей увеличилось более чем в три раза, от 621 896 до 2 017 829 человек. Одномандатные избирательные округа сменили многомандатные, в которых избирались от двух до пяти депутатов. Избиратели имели столько голосов сколько избиралось депутатов, за исключением пятимандатных округов, в которых количество голосов было ограничено четырьмя. Впрочем уже в 1891 году вернулись к одномандатным округам. Избирательная реформа не изменила существенно состав палаты, так на выборах широко практиковались административное давление и подкуп избирателей, в первую очередь на юге страны.
20 мая 1882 года Германия, Австро-Венгрия и Италия подписали секретный договор о Тройственном союзе. Таким образом правительство Депретиса окончательно присоединило Италию к созданному Бисмарком союзу Германии и Австрии, направленный против Франции и России. Чтобы привести в порядок финансы, правительству в 1883 году пришлось прибегнуть к займу в 644 млн. Заём дал возможность отказаться от принудительного курса ассигнаций и банковых билетов. Несмотря на удачу займа, недоверие к финансам Италии не уменьшилось. В то же время, заключение союза с Германией и Австро-Венгрией неизбежно влекло за собой увеличение военных расходов, тем самым делая бессмысленными все меры к восстановлению равновесия бюджета. Особенно политика Депретиса раздражала итальянских радикалов (итал. Italia irredenta). Главная сила радикального лагеря — «Демократическая лига», главой которой, до своей смерти в 1882 году был Гарибальди — энергично вела пропаганду против правительства. Эта пропаганда, грозя испортить дружеские отношения Италии с Австрией, заставляла правительство прибегать к строгим полицейским мерам — произвольному закрытию ирредентистских обществ и арестам.

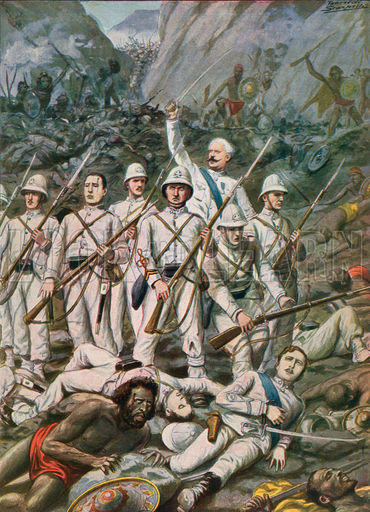
Битва при Догали, 1887 год

В 1885 году Италия попробовала расширить свои колонии. Претендуя на всё побережье Красного моря от Массауа (ныне Эритрея) до Баб-эль-Мандебского пролива, она осадила гавань Массауа (к северо-западу от Асэба). Началась война с Абиссинией, тоже претендовавшой на эту местность. Война оказалась гораздо тяжелее, чем этого ожидали в Италии, несмотря на то, что Абиссинии пришлось воевать на два фронта, одновременно ведя боевые действия против суданских махдистов. Результатом стал очередной правительственный кризис, после которого министра иностранных дел Паскуале Манчини сменил на несколько месяцев Депретис, а затем ведомство возглавил граф ди Робилант, что впрочем не привело к смене политики. Война продолжилась. Хотя итальянцы успели овладеть большей частью деревень и крепостей на побережье, но их войска сильно страдали от зноя, недостатка воды и болезней, а временами и от поражений, наносимых им абиссинским полководцем рас Аллулой. После смерти Депретиса в 1887 году, кабинет возглавил Криспи, который продолжил политику предшественника, потребовав новый кредит на продолжении колонизации Африки. 9 марта 1889 года эфиопский император Йоханныс IV попал в плен к махдистам и был казнён. Смерть правителя привела к борьбе за трон. Возникший из-за этого хаос позволил Италии наконец-то завершить войну, сохранив за собой Массауа. Впоследствии военные действия с разными африканскими народами не раз возобновлялись.
Министр-президент Криспи, несмотря на свою левую репутацию, фактически продолжал политику Депретиса, находя поддержку у правых, а оппозицию ему составляли ирредентисты во главе с Имбриани. Вся отличие кабинета Криспи от предыдущего заключалась в том, что он действовал с большей энергией и определённостью. Неслучайно следующие 4 года (1887—1891) отмечаются в истории Италии как «эпоха Криспи», подобно тому, как в истории Германии есть «эпоха Бисмарка». Забыв о своих недавних нападках на Тройственный союз, в 1887 году Криспи неожиданно, для закрепления союза, совершил поездку в Фридрихсруэ к Бисмарку. В 1890 году сам Криспи писал об этой поездке: «Только с этого момента отношения между тремя союзными державами стали вполне сердечными». Сближение Италии и Германии привело к обмену визитами монархов. В 1888 году император Вильгельм II встретился с Умбертом в его столице; в следующем году уже итальянский король, сопровождаемый Криспи, посетил Германию.
Вместе с тем, сближение Италии и Германии привело к таможенной войне с Францией (1888—1890), результатом которой стали земледельческий и торговый кризисы; более всего пострадало виноделие. Безработица и нищета (в Сицилии в 1889 году были даже случаи голодной смерти) привели к антиправительственным демонстрациям. Под их влиянием кабинет Криспи вышел в отставку, но вскоре вернулся к власти лишь слегка преобразованный. Запреты сходок и собраний, аресты и тому подобные мероприятия не могли переломить ситуацию. Летом 1889 года в Ломбардии состоялся крестьянский бунт, подавленный войсками. В следующем году он повторился. В 1890 году правительство, пытаясь улучшить финансовое состояние, добилось передачи государству благотворительных учреждений (итал. opere pie), находившихся под исключительным ведением церкви. Это предоставило в распоряжение властей капитал в 3 млрд лир, приносящий 150 млн дохода в год, из которых церковь 100 млн употребляла на управление учреждениями, а остальные 50 млн тратились на благотворительность, под которой нередко понималось украшение церквей и т. п.
1 января 1889 года в силу вступил новый уголовный кодекс, над которым итальянские юристы и правительство работали два десятилетия. Он заменил действовавшие до тех пор в разных провинциях устарелые и часто варварские кодексы Неаполя, Тосканы, Сардинии, и стал, таким образом, последним актом объединения Италии. Превосходный в редакционном отношении, этот кодекс являлся передовым для Европе: в нём нет смертной казни. Помимо этого, он стал актом борьбы с церковью: в нём были предусмотрены суровые наказания за преступления духовных лиц и мирян, направленные в пользу католической церкви против государства. В то же время была отменена десятина, обязательная уплата в пользу церкви десятой части доходов прихожан. Также кабинет Криспи издал новый закон об общинном и провинциальном управлении, значительно расширивший местное самоуправление. Несмотря на экономические проблемы и вызванные ими антиправительственные выступления, итоги выборов 1890 года были весьма благоприятны для министерства Криспи: из 508 мест в Палате депутатов не менее 392 заняли его сторонники, среди которых были и часть правых, так называемый «правый центр», руководимый маркиз де Рудини. Остальные депутаты принадлежали или к «непримиримой правой», руководимой старым кавурианцем Руджиеро Бонги, или к левым. среди которых были сторонникам Никотеры, отделившегося от Криспи, и ирредентисты.
Хотя Криспи удалось получить большинство в парламенте, но проект бюджета, внесённый его правительством, был так неудовлетворителен, а новые налоги, предусмотренные в нём, так тяжелы, что прения о нём окончились выражением недоверия к кабинету. 31 января 1891 года Криспи вышел в отставку. Новое правительство сформировал лидер умеренных правых маркиз де Рудини. Большинство в нём составили члены правого центра, но были и непримиримые правые, и радикалы (так, Никотера занял пост министра внутренних дел); поэтому новый кабинет оказался недолговечным. Рудини обещал реформу эмиссионных банков, сокращение расходов на колониальную политику и вообще меры экономии в бюджете. Исполнить этого он не успел, и его годичное управление, как и управление его предшественника, было ознаменовано ростом левых настроенией, как социалистических, так и анархистских. 6 января 1891 года в Копалайо (на Луганском озере) состоялся конгресс анархистов, за которым последовал длинный ряд взрывов и убийств. Политическое убийство, как приём борьбы, всегда было очень популярно в Италии и к нему прибегали самые различный партии. Однако после объединения оно сделалось реже. В 1878 году некто Пассананте покушался на жизнь короля Умберто и ранил при этом Кайроли, а в следующем году состоялось покушение на Криспи. В начале 1890-х годов анархисты вновь возвели убийство в систему. В связи с этим длинной вереницей тянулись процессы анархистов. Так, в Бари (1891) по делу тайного общества «Mala vita» на скамье подсудимых оказалось 180 человек.
В мае 1892 года был сформирован левый кабинет Джованни Джолитти. В области внешней политики ему удалось добиться некоторого успеха: осенью того же года английская эскадра посетила итальянские воды, ответив этой демонстрацией на франко-русские торжества. В то же время Джолитти не удалось исправить финансовое положение Италии сокращением государственных расходов, в том числе и за счёт сокращения военного бюджета. Меры экономии, предпринятые правительством, вызвали недовольство. Во время предвыборной кампании 1892 года, вожди оппозиции, как левой, так и правой, Криспи, Дзанарделли, Рудини, говорили об ослаблении армии, как о безумии и преступлении, совершаемом правительством ввиду гигантских армий иностранных государств. Всё же Джолитти удалось победить на выборах, проведя в парламент 370 своих сторонников. В период правления Джолитти экономические проблемы привели к сильному бунту на Сицилии и к ряду более слабых бунтов на севере Италии. Сицилийский бунт застал правительство врасплох, несмотря на то, что радикальная партия давно уже указывала на тяжёлое положение мелких арендаторов в Сицилии, составляющих там значительный процент земледельческого населения, и на крайнее недовольство в их среде. Неудивительно, что вскоре кабинет Джолитти пал. Непосредственным поводом падения стали скандальные аферы эмиссионных банков. В шести итальянских банках, имевших монополию выпускать кредитные билеты, гарантированные правительством, и подчинённых строжайшему правительственному контролю, были открыты многомиллионные хищения. Директора и служащие банков, часть депутатов, некоторые министры и редакторы газет, оказались связанными с хищениями; одни брали деньги за молчание, другие — за активную поддержку банковских монополий. Подозрение пало и на самого Джолитти. Хотя он и не был повинен в коррупции, но зная об этих неприглядных фактах и долго противясь их обнародованию, Джолитти был вынужден в ноябре 1893 года уйти в отставку.
Новый кабинет король поручил составить Криспи, несмотря на то, что тот сам пользовался в этих банках широким личным кредитом. Из участников банковского скандала под суд были отданы только директор Римского банка Танлонио и несколько близких нему лиц. Несмотря на несомненность вины, присяжные в июле 1894 года, считая, по-видимому, невозможным наказывать второстепенных виновников, пока главные остаются на свободе. На суде выяснилось, что во время предварительного следствия были похищены некоторые важные документы, и в августе правительству пришлось назначить особую комиссию для расследования этого вопроса. В это время анархисты продолжали террор, совершив несколько взрывов, покушение на Криспи и убийство журналиста Бонди. Правительство ответило на их действия усилением наказания за преступления печати и введением ссылки без суда для анархистов в июле 1894 года.

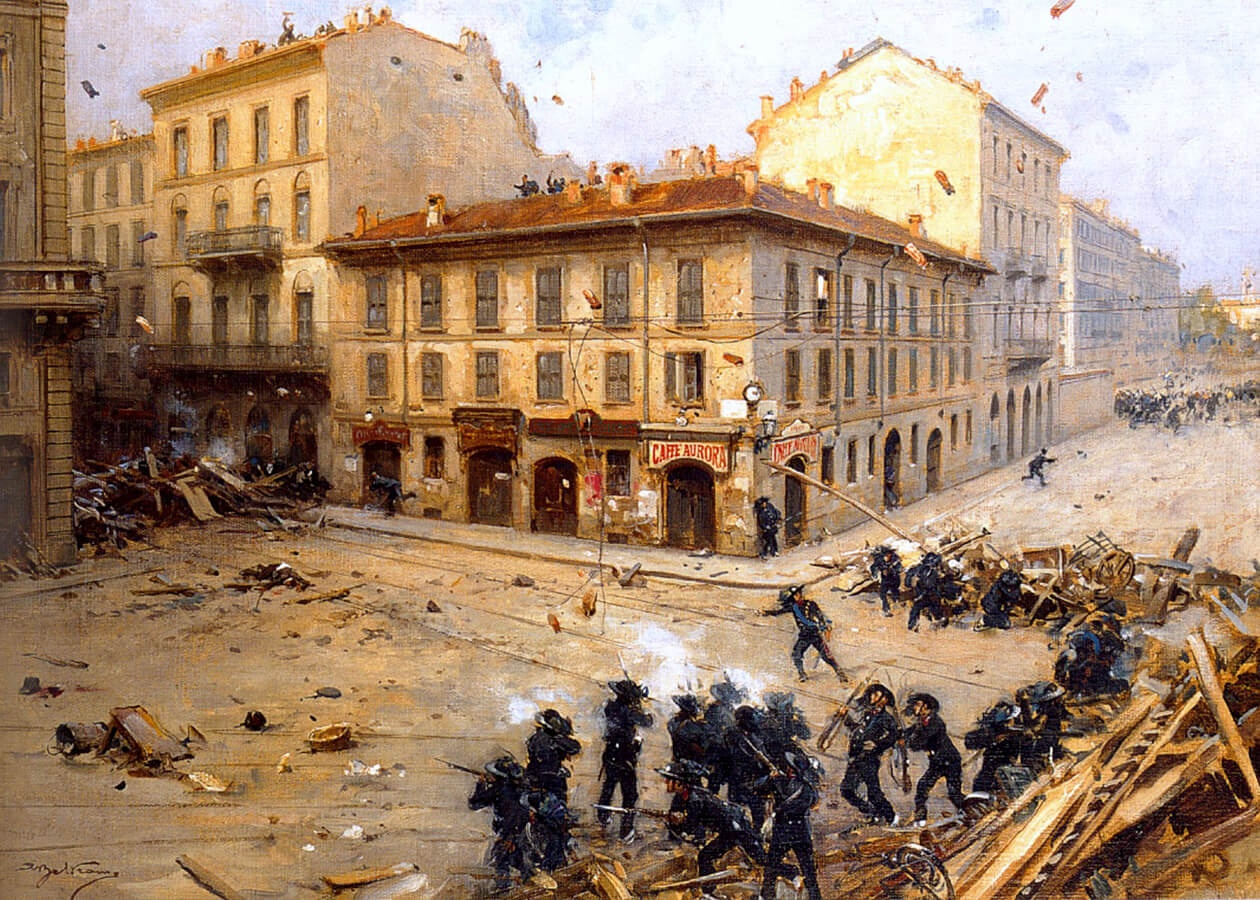
Восстание в Милане в мае 1898 года

Падение Криспи, на этот раз окончательное, было вызвано, однако, не внутренней его политикой и не разоблачениями по банковскому делу, сильно компрометировавшими его (точнее говоря — его жену), а событиями в Эритрее (Первая итало-эфиопская война). 1 марта 1896 года произошло сражение при Адуа, в котором итальянские войска были разбиты наголову. Известие об этом вызвало страшное возбуждение в Италии, и Криспи подал в отставку. В июле начались переговоры о мире с Абиссинией, который и был заключен в Аддис-Абебе 26 октября 1896 года. Италия отказалась от каких бы то ни было притязаний на протекторат над Абиссинией, возвратила ей всю провинцию Тигре и удовольствовалась узкой береговой полосой.

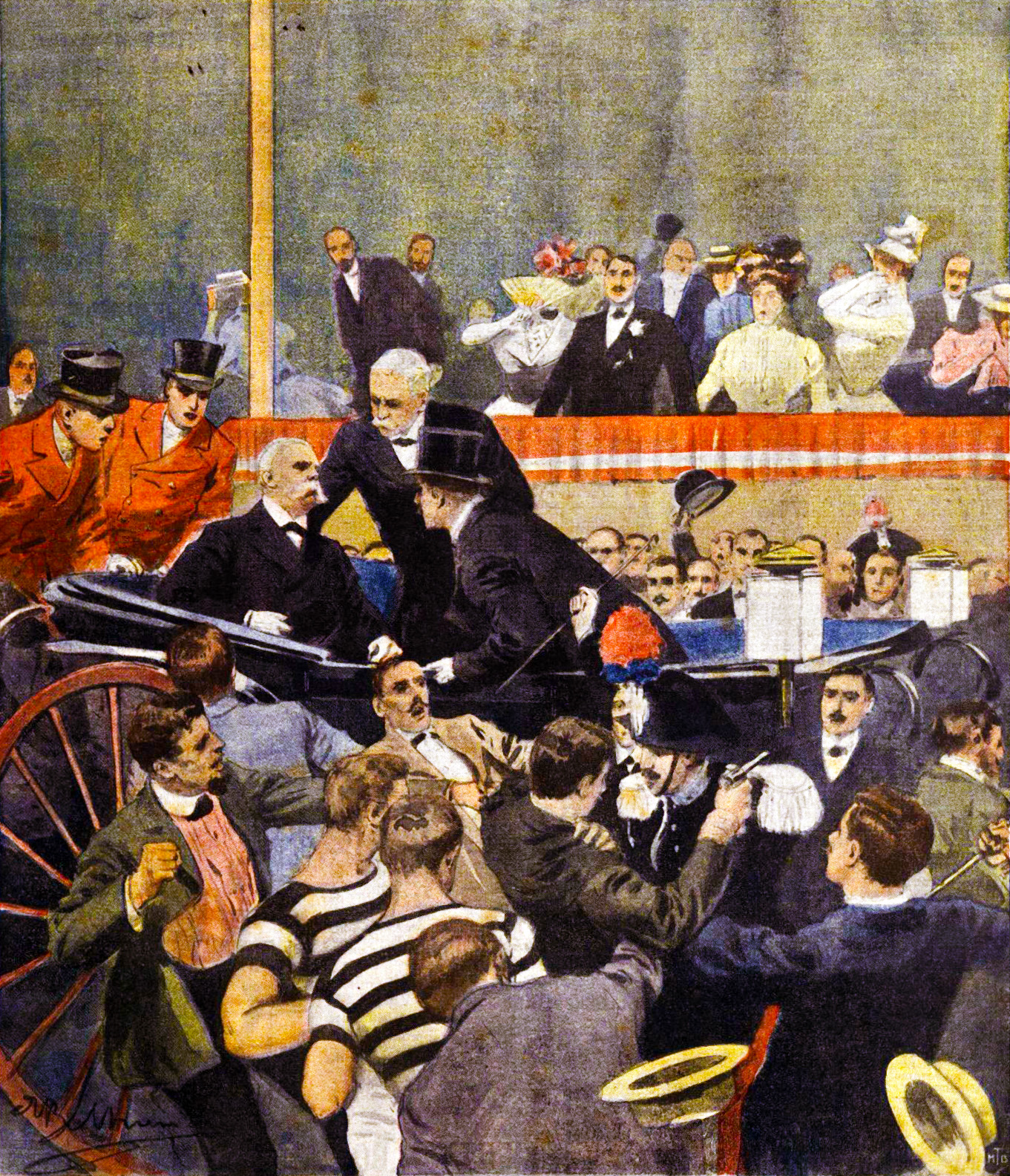
Убийство Умберто I

В начале 1898 года на Сицилии вновь начались волнения, вызванные вздорожанием хлеба, и перекинулись потом на материк. Правительство отправило в охваченные волнениями места значительные военные силы и увеличило там повсеместно состав полиции. Настоящие бунты, подавленные военной силой, имели место 2 мая 1898 года в Равенне, 5 мая в Пизе, 6 мая в Ливорно, 7—10 мая в Милане. Последнее восстание было самое серьёзное; оно сопровождалось постройкой баррикад на улицах Милана и вызвало настоящее сражение. Итальянская социалистическая партия пыталась овладеть движением, чтобы придать ему более планомерный и целесообразный характер, но это ей плохо удавалось.
29 июля 1900 года король Умберто I был застрелен анархистом Гаэтано Бреши, и на трон вступил его сын Виктор Эммануил III.

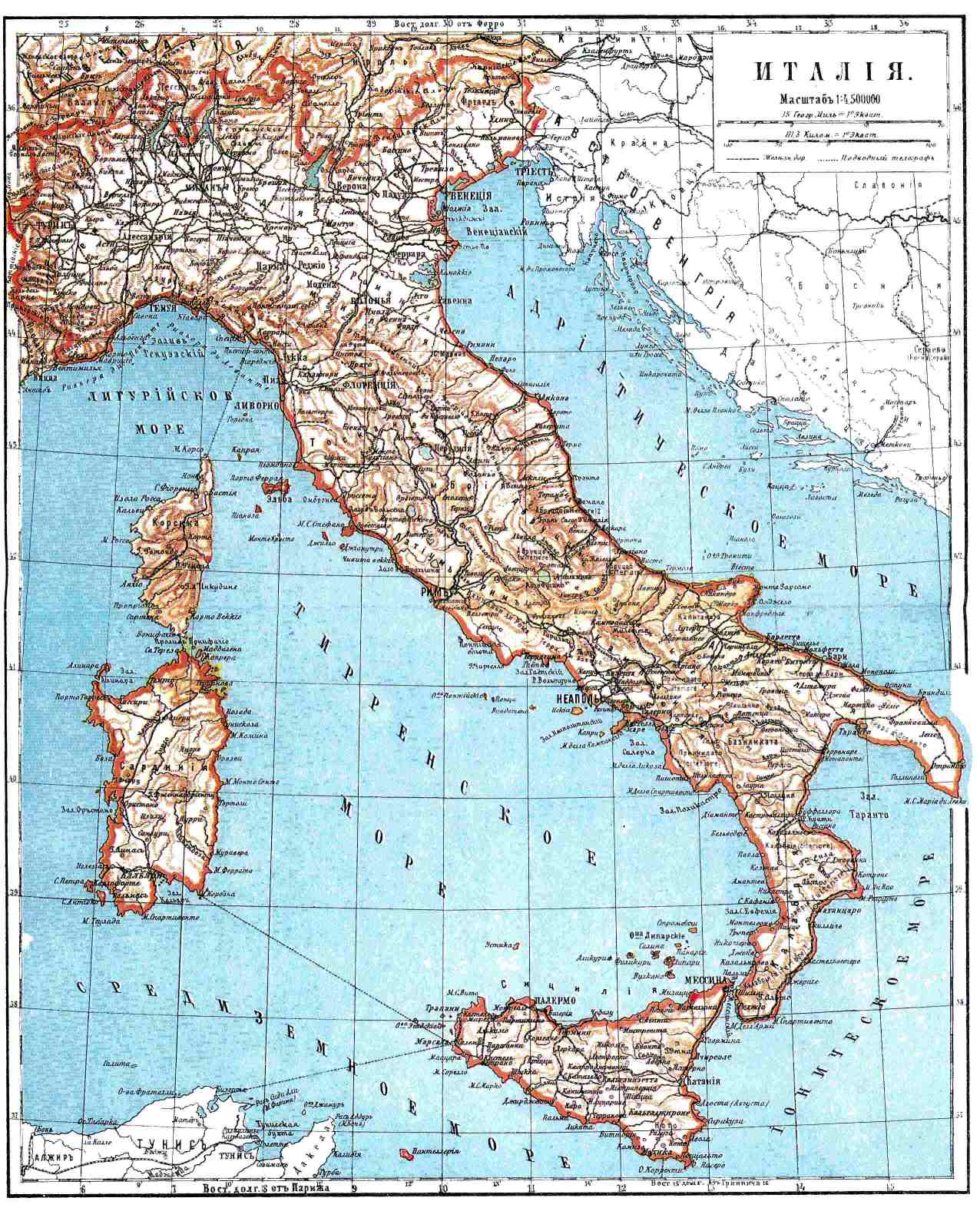
Карта Италии начала XX века

## XX—XXI века
В начале XX века Италия, формально находившаяся в так называемом Тройственном союзе с Австро-Венгрией и Германией, всё больше сближалась с державами Антанты.
Наблюдался рост национализма и требования расширения итальянских колониальных территорий. В 1911—1912 годах Италия воевала с Османской империей и получила Триполитанию и Киренаику, а также острова Додеканес.
В 1914 году произошли многочисленные забастовки недовольных рабочих, сопровождавшиеся столкновениями с полицией и войсками.
Ирредентизм притязал на территории как Франции, так и Австро-Венгрии. Какое-то время после начала Первой мировой войны Италия сохраняла нейтралитет, но в 1915 году, во многом под давлением националистов, желавших возвращения Триеста и Трентино, объявила войну Австро-Венгрии, тем самым вступив в войну на стороне Антанты. Итальянское командование рассчитывало быстро разгромить «слабую» на их взгляд Австрию, однако неготовность итальянской армии к войне сорвало эти планы. После провала в 1915 году итальянского наступления, в следующем 1916 году австро-венгерская армия побеждает в битве при Трентино и продвижение противника удалось остановить только благодаря помощи союзников. В 1917 году итальянская армия проводит ряд успешных летних операций, однако осенью терпит сокрушительное поражение при Капоретто и отступает на 70-110 км вглубь Италии. Только осенью 1918 года Италия смогла перейти в наступление, разгромив ослабленную австрийскую армию. 3 ноября 1918 года боевые действия на Итальянском фронте завершились. Победа в войне принесла Италии территориальные присоединения (Истрия с Триестом и Южный Тироль), в результате чего страна получила соответственно славянские и германоязычное национальные меньшинства.
Тем не менее, Италия была не удовлетворена результатами войны. Ситуация усугубилась нарастанием социальных противоречий в результате ухудшения экономической ситуации из-за Первой мировой войны, а также влиянием происходившей в России революции. В 1919—1920 годах в стране наблюдался подъём рабочего движения, сопровождавшийся массовый захват рабочими фабрик и заводов и созданием рабочих советов. Рабочие выступления были подавлены из-за отсутствия единства в рядах левых.

### Итальянский фашизм и Вторая мировая война
Нарастание леворадикальных настроений вызвало усиление позиций правых, в которых значительная часть итальянцев видела защиту от социалистической революции. В 1921 году бывший социалист Бенито Муссолини создаёт национальную фашистскую партию, которая уже на выборах 1921 года в союзе с националистами занимает третье место. Уже в 1922 году после похода на Рим чернорубашечников фашисты приходят к власти, установив в течение следующих четырёх лет диктатуру во главе с Муссолини (премьер-министр 1922—1943). В 1929 году согласно Латеранскому договору Италия гарантировала суверенитет Ватикана. В 1930-х годах Италия начала проводить агрессивную политику, захватила Эфиопию (1935—1936), Албанию (1939).

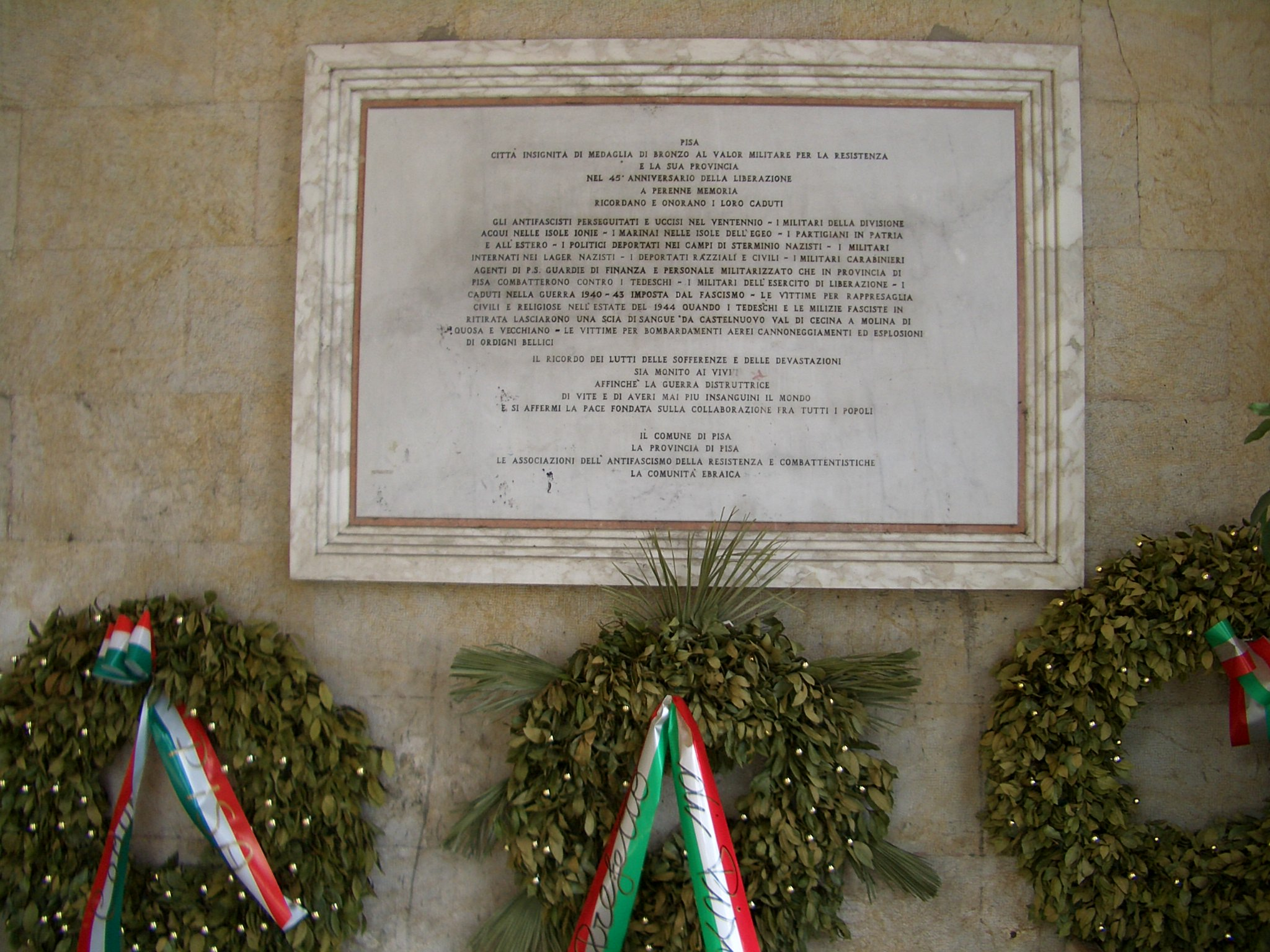
Непростую историю Италии в XX веке иллюстрирует список категорий героев и жертв периода фашизма и Второй мировой войны. (Мемориальная доске в городе Пизе, удостоенном Бронзовой медали «За воинскую доблесть»)

Заключив военный союз с III Рейхом и Японской империей, Италия в 1940 году вступила во Вторую мировую войну. Вопреки надеждам Муссолини война закончилась тяжёлым поражением Италии. Лишившись в ходе Североафриканской кампании своих колоний в Африке, потерпев неудачу на Восточном фронте, где итальянские экспедиционные войска были разгромлены, Италия капитулировала после начала Итальянской кампании союзников в 1943 году. Однако германские войска оккупировали большую часть страны, где было создано марионеточное государство во главе с Муссолини.
В 1945 году действиями движения Сопротивления (кульминационный момент — Апрельское восстание 1945), партизан в горах и англо-американских войск Италия была освобождена. Согласно Парижскому мирному договору (10 февраля 1947 года), архипелаг Додеканес получила Греция, Истрия отошла от Италии к Югославии, а Триест с прилегающей территорией стал международным городом (Свободная территория Триест). (Впоследствии, в 1954 году, Свободная территория Триест была разделена между Италией и Югославией, в результате чего город достался Италии, а восточная часть территории — Югославии.)

### Первая итальянская республика (1947—1993)
В июне 1946 года в Италии был проведён Конституционный референдум, по результатам которого большинство населения(54,27 %) проголосовало за отмену монархии. Король Умберто II, правивший до этого менее двух месяцев, был изгнан из страны.
В ноябре 1947 года принята Конституция Итальянской Республики (вступила в силу 1 января 1948), установившая политический режим, позже названный Первой итальянской республикой. После Второй мировой войны на политической арене выдвинулась Христианско-демократическая партия (ХДП), которая в 1945—1981 и в 1987—1992 годах формировала правительства. В период правительства христианских демократов под руководством А. де Гаспери, бывшего премьер-министром до 1953 года, Италия приняла план Маршалла, вступила в НАТО, вошла в Совет Европы и в Европейское объединение угля и стали.
Послевоенная история Италии характеризуется частой сменой правительств (с 1946 по 1993 годы в стране сменилось 49 кабинетов), ростом экономики, интеграцией в европейские организации, усилением роли транснациональных корпораций в хозяйстве.

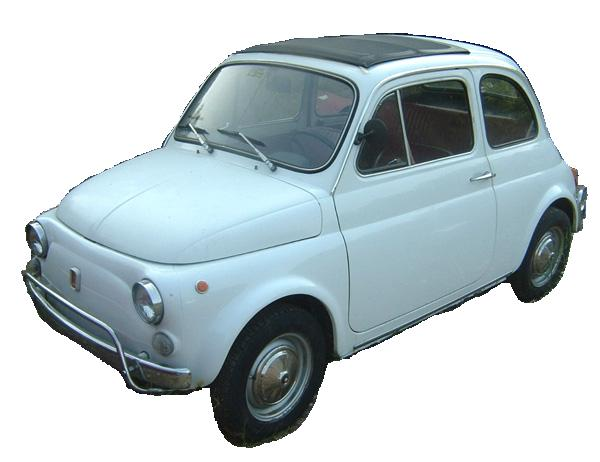
Автомобиль ФИАТ 500 стал настоящим символом итальянского экономического чуда.

С начала 1950-х годов Италия вступила в период исключительно быстрого индустриального развития, обгоняя по темпам среднегодового прироста производства промышленной продукции все европейские страны, а в мировом масштабе уступая лишь Японии. Этот рывок был совершен благодаря крупным капиталовложениям в ключевые отрасли производства, позволившим коренным образом обновить их. Капиталовложения такого масштаба оказались под силу прежде всего наиболее мощным, занимавшим командные позиции в соответствующих отраслях компаниям, которые осуществляли их как за счёт собственных средств, так и с помощью доставшихся преимущественно им кредитов по плану Маршалла (в том числе 35 % этих кредитов получил автомобильный концерн ФИАТ, 40 % — несколько корпораций, господствовавших в электроэнергетике, и т. д.). Тому, что широкие промышленные круги выступили в авангарде широкой модернизации производства, способствовала уверенность в будущем буржуазного строя в Италии, вернувшаяся к «капитанам индустрии» после разрыва антифашистского единства. Для перевооружения промышленности активно использовались рычаги государственного вмешательства в экономику. Сохранился и продолжал играть важную роль в долгосрочном кредитовании промышленности созданный при фашизме государственный Институт промышленной реконструкции («ИРИ»). С открытием в Италии запасов нефти была учреждена государственная компания «ЭНИ» (Национальное управление жидкого топлива), целиком взявшая в свои руки новую отрасль промышленности — нефтехимическую. Государственные капиталовложения составили в 1952—1953 гг. 41 % всех инвестиций, а в 1959 году только на долю Института промышленной реконструкции и «ЭНИ» приходилось 30 % их общей массы.
Интенсивное развитие промышленности вызвало массовую миграцию в город сельского населения, особенно из южных областей. Правительственная аграрная реформа не привела к созданию в Меццоджорно (на Юге) сколько-нибудь значительного слоя жизнеспособных крестьянских хозяйств.
Нефтяной кризис 1973 года временно остановил экономический бум, вызвав резкий рост инфляции и увеличение стоимости энергоносителей (Италия чрезвычайно сильно зависит от импорта нефти и природного газа). Этот экономический спад продолжался до середины 1980-х.
Период с конца 1960-х по начало 1980-х годов характеризовался политической нестабильностью и разгулом терроризма. Для политической системы была характерна многопартийность. Ведущими партиями страны были Христианско-демократическая, Коммунистическая и Социалистическая.
Резкое усиление коррупции во всех звеньях власти привело к операции «Чистые руки». Результатом операции стала окончательная дискредитация так называемой «Первой республики», что привело к масштабным изменениям в законодательстве и устройстве правоохранительных органов, а также к изменению избирательной системы и кризису традиционных политических партий, которые в итоге перестали существовать.

### Вторая итальянская республика (с 1993)
В Италии устанавливается «Вторая республика». В стране формируется новая партийная система, в которой борьбу между собой вели многочисленные, в основном недолго существующие партии, обычно объединяющиеся в правоцентристский блок («Полюс свобод» в 1994—2000 и «Дом свобод» в 2001—2008 годах) во главе с медиамагнатом Сильвио Берлускони и противостоящую ему левоцентристскую коалицию («Оливковое дерево» с 1995 по 2007 годы) во главе с экономистом Романо Проди, а затем Пьер Луиджи Берсани.